# Einbeck
Einbeck ist eine ehemalige Hansestadt, ein Mittelzentrum und eine selbständige Gemeinde im Landkreis Northeim in Südniedersachsen und als niedersächsischer Ausflugsort anerkannt.
Durch zahlreiche Eingemeindungen ist Einbeck die flächenmäßig größte Stadt Südniedersachsens und ist derzeit auch die einwohnerreichste Stadt des Landkreises. Das Stadtbild im Zentrum prägen mehr als 150 spätmittelalterliche Fachwerkhäuser. Einbeck ist wegen seiner jahrhundertealten Brautradition als Bierstadt bekannt. Die Bezeichnung Bockbier leitet sich vom Namen der Stadt ab.

## Geografie

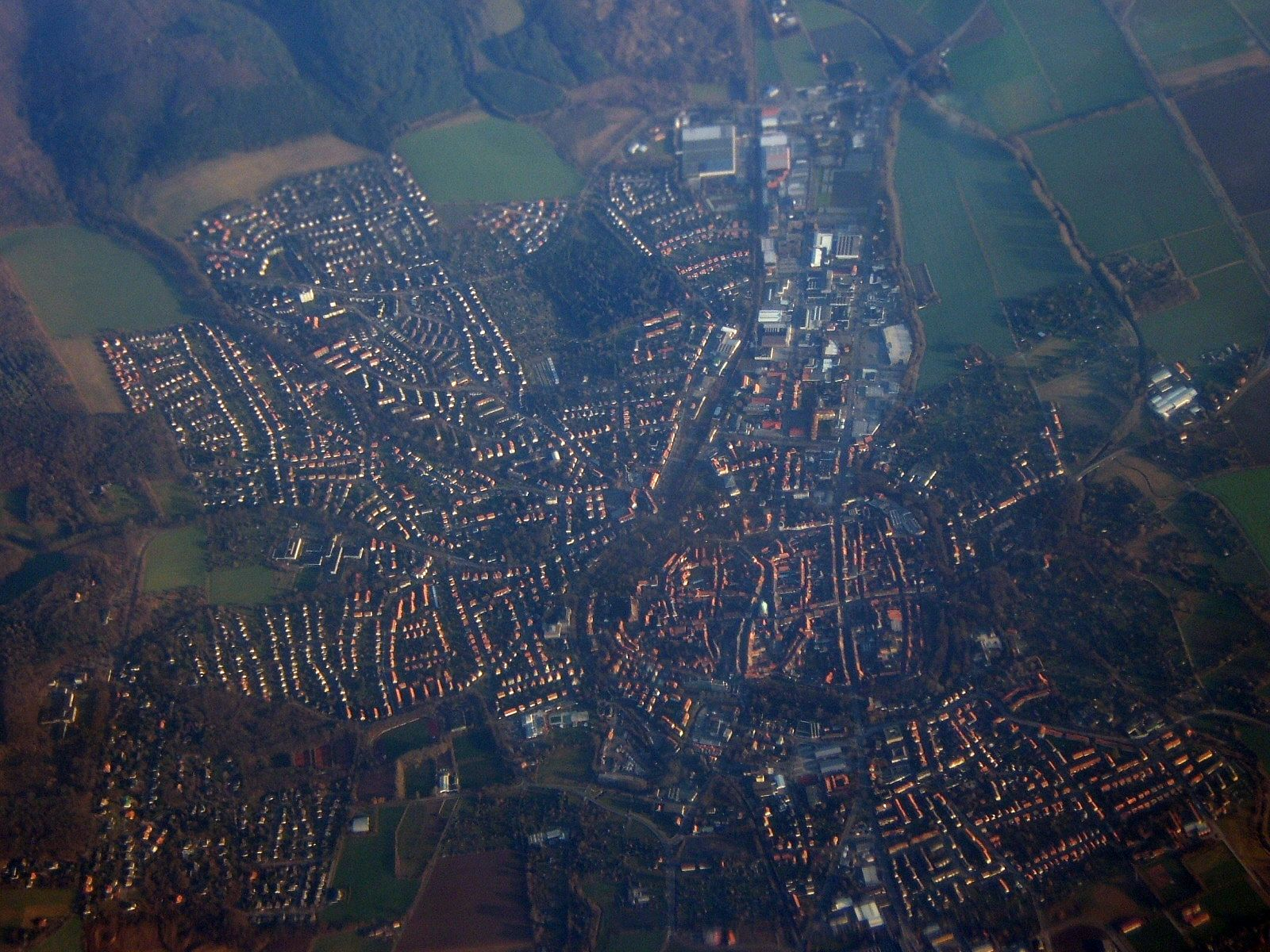
Einbeck mit Blick nach Osten (2006)

### Geografische Lage
Einbeck liegt im Einbeck-Markoldendorfer Becken unmittelbar südlich des Höhenzugs Hube (Fuchshöhlenberg 346,2 m ü. NN). Die nächstgelegenen Großstädte sind Göttingen im Süden (etwa 30 km) und Hildesheim im Norden (etwa 35 km). Der Harz beginnt etwa 20 Kilometer östlich der Stadtgrenze, der Solling etwa 15 km westlich und der kleinere Höhenzug Ahlsburg rund fünf Kilometer südwestlich.
Der Name Einbeck bezieht sich auf den durch den Ort fließenden Bach (mittelniederdeutsch = Beeke), das Krumme Wasser, einen nördlichen Zufluss der Ilme. Die Ilme verläuft durch die südlichen Bereiche der Kernstadt, passiert dann den Altendorfer Berg und mündet wenige Kilometer weiter östlich in die von Süden kommende Leine.

### Klima
|                        | Jan  | Feb  | Mär  | Apr  | Mai  | Jun  | Jul  | Aug  | Sep  | Okt  | Nov  | Dez  |   |       |
| Mittl. Temperatur (°C) | −0,1 | 0,6  | 3,8  | 8,1  | 12,7 | 16,0 | 17,4 | 17,0 | 13,9 | 9,5  | 4,8  | 1,5  | ⌀ | 8,8   |
|                        |      |      |      |      |      |      |      |      |      |      |      |      |   |       |
| Niederschlag (mm)      | 52,6 | 36,4 | 45,2 | 51,3 | 64,6 | 76,7 | 64,5 | 60,9 | 44,6 | 40,6 | 49,4 | 57,3 | Σ | 644,1 |
|                        |      |      |      |      |      |      |      |      |      |      |      |      |   |       |
| Sonnenstunden (h/d)    | 1,1  | 2,1  | 3,1  | 4,7  | 5,6  | 5,8  | 5,6  | 5,6  | 4,1  | 2,9  | 1,5  | 1,0  | ⌀ | 3,6   |

|  |

|  |

|  |

|  |

|  |

|  |

|  |

|  |

|  |

|  |

|  |

|  |

|  |

|  |

|  |

|  |

|  |

|  |

|  |

|  |

|  |

|  |

|  |

|  |

### Nachbargemeinden
Einbeck grenzt im Uhrzeigersinn (beginnend im Norden) an die Gemeinde Freden (Leine) (Landkreis Hildesheim), die Stadt Bad Gandersheim, die Gemeinde Kalefeld, die Städte Northeim, Moringen und Dassel (alle Landkreis Northeim) sowie die Gemeinde Eimen, das gemeindefreie Gebiet Wenzen und den Flecken Delligsen (alle Landkreis Holzminden).

### Ortsteile
Die Stadt Einbeck setzt sich aus der Kernstadt und 46 Ortsteilen zusammen. Einbeck ist der Fläche nach die siebtgrößte Gemeinde in Niedersachsen. Die Orte werden durch 25 Ortsräte vertreten, wobei überwiegend mehrere Orte gemeinsam einen Ortsrat haben.
- Ahlshausen-Sievershausen (450)
- Andershausen (110)
- Avendshausen (130)
- Bartshausen (130)
- Bentierode (180 einschl. Rimmerode)
- Beulshausen (80)
- Billerbeck (270)
- Bruchhof (40)
- Brunsen (250)
- Buensen (70)
- Dassensen (600)
- Dörrigsen (280)
- Drüber (460)
- Edemissen (450)
- Einbeck (14.750 nur Kernstadt)
- Erzhausen (310 einschl. Siedlung Leinetal)
- Garlebsen (130)
- Greene (1.500)
- Haieshausen (65)
- Hallensen (35)
- Holtensen (600)
- Holtershausen (65)
- Hullersen (330)
- Iber (300)
- Immensen (330)
- Ippensen (75)
- Kohnsen (260)
- Kreiensen (2.430)
- Kuventhal (290)
- Naensen (580)
- Negenborn (140)
- Odagsen (340)
- Olxheim (100)
- Opperhausen (720 einschl. Osterbruch)
- Orxhausen (200)
- Rengershausen (85)
- Rittierode (220)
- Rotenkirchen (170)
- Salzderhelden (1.760)
- Strodthagen (120)
- Stroit (330)
- Sülbeck (420)
- Vardeilsen (300)
- Vogelbeck (890)
- Voldagsen (90)
- Volksen (270)
- Wenzen (660)

## Geschichte

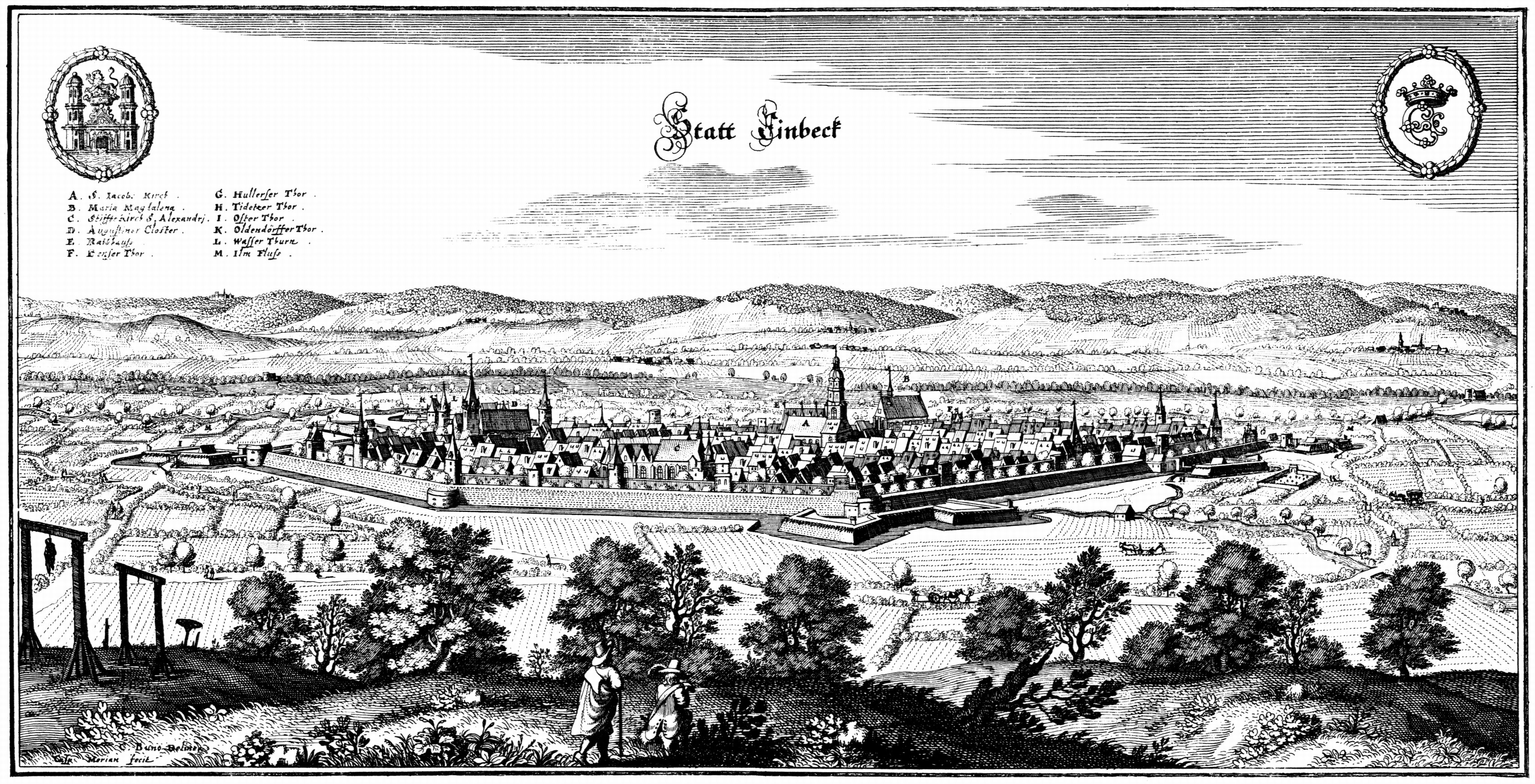
Merian-Kupferstich von Einbeck nach Buno aus dem Jahr 1654

Ortsplan mit den Anlagen der Stadtbefestigung Einbeck, 1750

### Mittelalter
Im Frühmittelalter existierten bereits mehrere Dörfer an der Ilme im mittleren Leinetal, als der Ort Einbeck gegründet wurde. Am 1. Januar 1158 ließ Friedrich Barbarossa urkundlich … in loco qui Einbike vocatur … festhalten, was sich auf eine Güterübertragung im 11. Jahrhundert bezog. Graf Udo von Katlenburg besaß hier an der Bachaue des Krummen Wassers ein Gut, bei dem sein Enkel später das Stift Sankt Alexandri gründete, das zu einem bedeutenden Wallfahrtsort wurde. Auf der gegenüberliegenden Seite des Baches entstand Ende des 12. Jahrhunderts an verkehrsmäßig günstiger Lage die Marktsiedlung mit der Marktkirche. Die Bachaue zwischen Markt und Stift wurde zugeschüttet und besiedelt. Der um die Marktsiedlung und das Stift gezogene Wall mit Wassergraben um 1250 war der Beginn der Stadtbefestigung Einbeck mit der 1264 erstmals urkundlich erwähnten Stadtmauer. 1252 hatte Einbeck Stadtrechte, es wurde ein Rat der Stadt erwähnt, 1279 wurden Einbeck vom Landesherrn Heinrich Mirabilis erweiterte Stadtrechte verliehen. In den folgenden Jahren erfuhr Einbeck eine topographische Erweiterung, so wird im Jahr 1264 eine Stadtmauer erwähnt, die die Marktkirche St. Jacobi und die Stiftskirche St. Alexandri umschloss. An beiden Kirchen, gelegen in der Altstadt mit dem Altstädter Markt, schloss sich der Neuemarkt an, der 1389 urkundlich belegt ist, sowie die Neustadt mit ihrer Pfarrkirche St. Mariae, die 1318 genannt wird.
Die Stadt gewann an Bedeutung unter der Landesherrschaft der Herzöge von Grubenhagen. Viele Bürger umliegender alter, dadurch untergegangener Dörfer wie Oldendorf oder Tiedexen zogen zu. Im Jahr 1351 sind die ersten Exporte des Einbecker Bieres belegt, das nach der Stadt benannte starke Bockbier. Das Bier wurde in den brauberechtigten Bürgerhäusern – erkennbar noch heute an den großen Toren für die Braupfanne – gebraut, die Organisation und Vermarktung erfolgte gemeinsam durch den Rat der Stadt. Im Jahr 1368 trat Einbeck der Hanse bei, wodurch das Absatzgebiet des Einbecker Bieres erheblich ausgedehnt wurde: Es reichte von Antwerpen bis Riga und von Stockholm bis München. Im 14. und 15. Jahrhundert nahm man ein Augustiner-Chorfrauen-, ein Augustiner-Eremiten- und ein Clarissenkloster auf, baute einen Mühlenkanal und errichtete eine Landwehr. Einbeck war zu dieser Zeit eine der größeren Städte Norddeutschlands. Es war ein Goldenes Zeitalter für Einbeck.

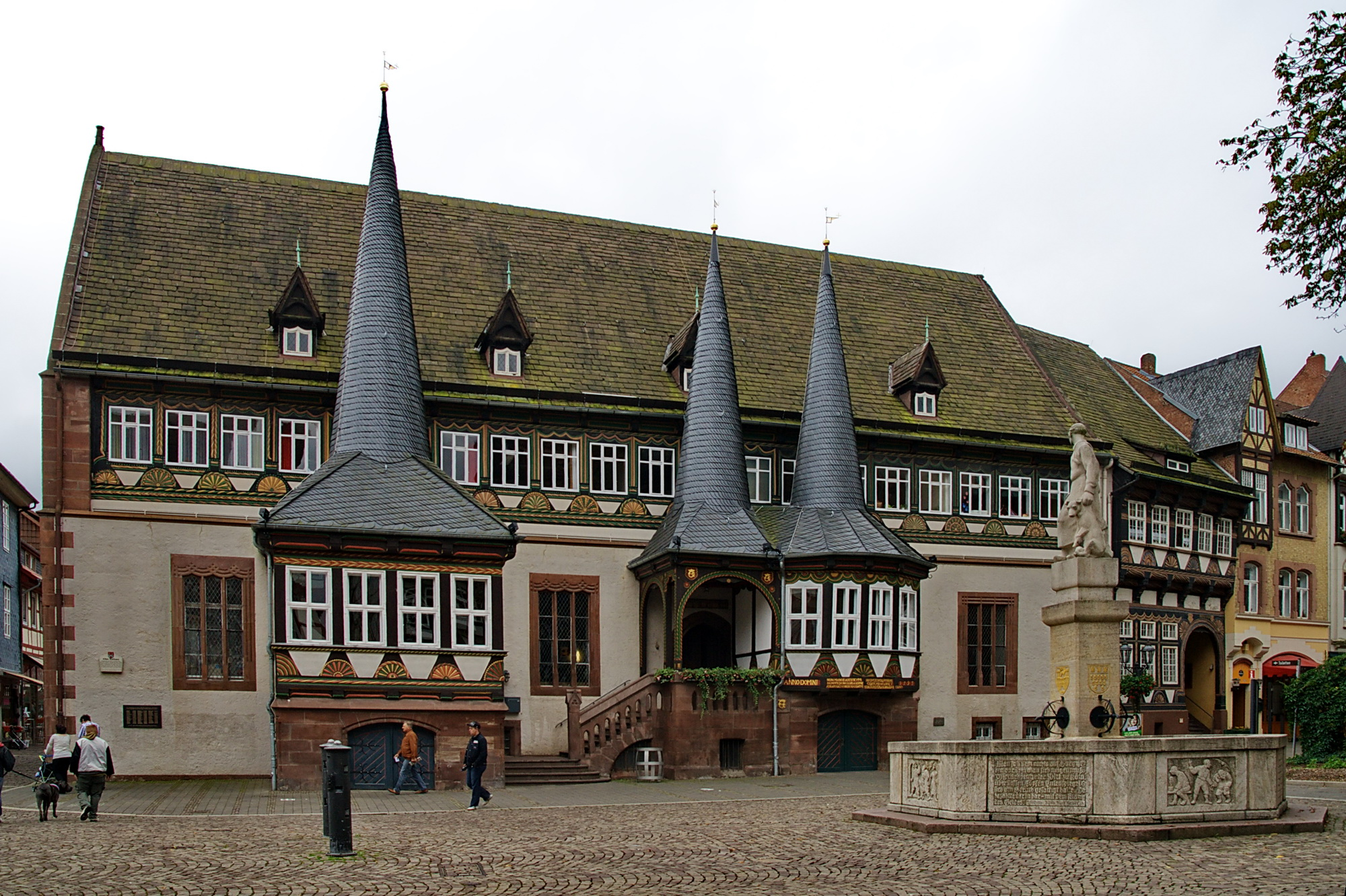
Das Alte Rathaus und Eulenspiegel-Brunnen

Nach 1200 und um 1400 sind zwei mittelalterliche Leprosorien in Einbeck nachweisbar, das frühere lag vor dem Altendorfer Tor. Die Leprosorien wurden später zu einem Altenheim und zum Armenhaus umfunktioniert. Sie waren dem heiligen Bartholomäus und dem heiligen Georg geweiht. Die Lage des späteren Siechenhauses ist unklar.

### Neuzeit

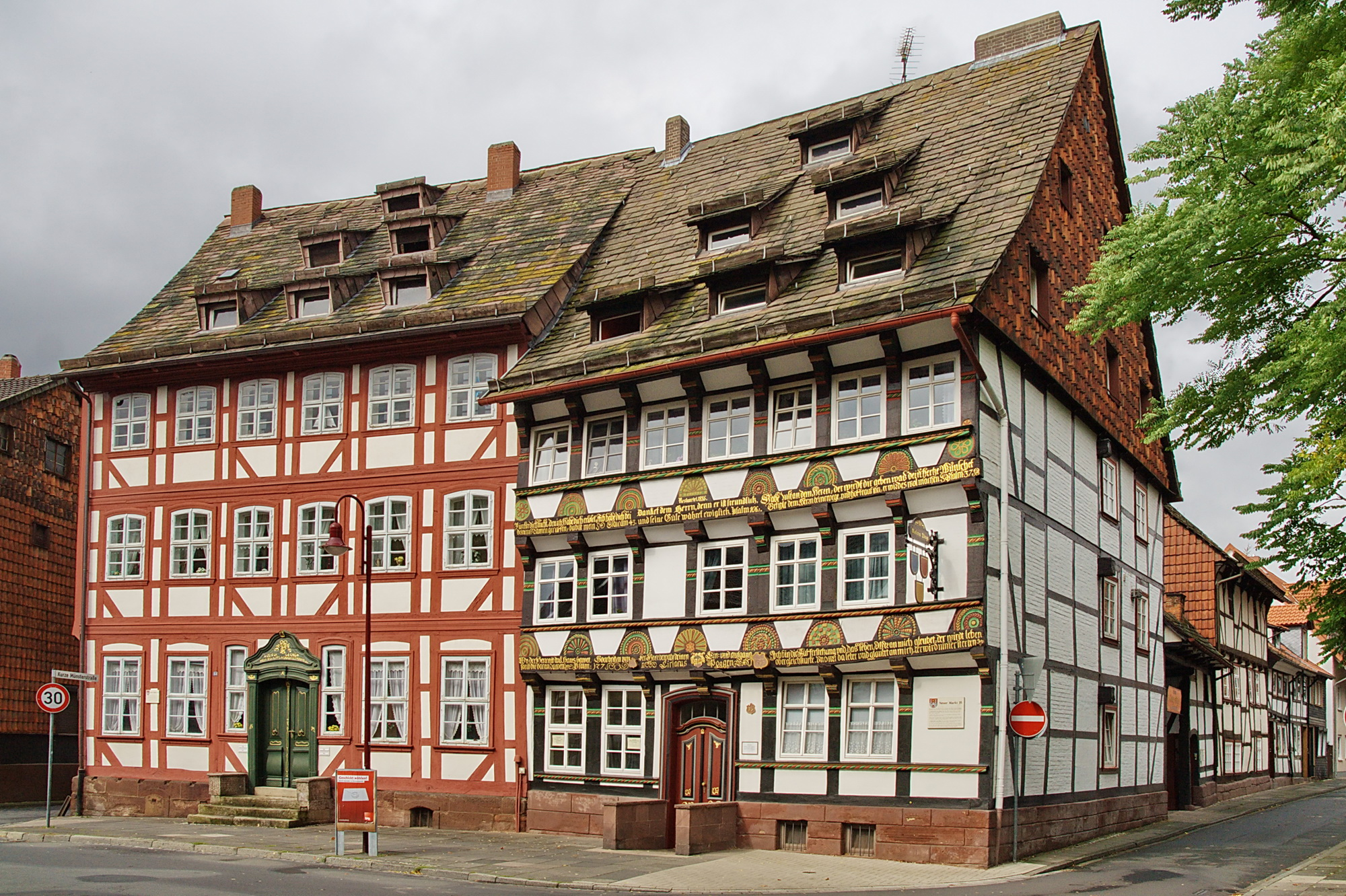
Bürgerhäuser aus Rokoko und Renaissance

Im Jahr 1540 wurde der Ort beim Stadtbrand von Einbeck nahezu vollständig zerstört. Der zuvor erwirtschaftete Reichtum erlaubte einen raschen Wiederaufbau. Der Beitritt zum Schmalkaldischen Bund war kostspielig. Im Jahr 1549 brannten in der südlichen Stadthälfte 580 Häuser nieder. Im Jahr 1580 unterzeichnete „der Rat der Stadt Eimbeck“ die lutherische Konkordienformel von 1577. 1597 forderte die Pest zahlreiche Opfer, ebenso 1626. Im Dreißigjährigen Krieg wurde die Stadt 1632 und 1641 besetzt, hunderte Häuser wurden zerstört, im Siebenjährigen Krieg die Befestigungsanlagen gesprengt. Während sich das benachbarte Rotenkirchen zum Amtssitz entwickelte, konnten die Landesherren die politische Selbständigkeit der geschwächten Stadt einschränken. Einbeck nahm eine Garnison Infanterieeinheiten auf, die später hannoversche Einheiten bildeten. Dadurch besserte sich die wirtschaftliche Entwicklung wieder. Im Jahr 1709 wurde in der Baustraße eine von den Brüdern Borchholt betriebene Wollwarenfabrik gegründet, die sich der Arbeitskraft der Insassen des in unmittelbarer Nähe befindlichen Waisenhauses bediente und aus der nach mehreren Besitzerwechseln (darunter der Geheimrat Johann Friedrich von Eckardt) bis 1749 ein erfolgreiches Textilunternehmen entstand. 1807–1813 war Einbeck Sitz der Unterpräfektur des Distriktes Einbeck. Das Viertel um die Neustädter Kirche brannte 1826 ab, angrenzend wurde dann dort das Gebäude des Amtsgerichtes Einbeck gebaut. Eine preußische Kaserne wurde 1869 gebaut (heute Neues Rathaus mit Sitz der Stadtverwaltung). Im Jahr 1879 wurde Einbeck mit der Ilmebahn an das Eisenbahnnetz angeschlossen. Im Jahr 1885 wurde Einbeck Verwaltungssitz des neu gegründeten Landkreises Einbeck. Ab 1890 entwickelte sich das Fahrradgeschäft August Stukenbroks zum größten Versandhaus Deutschlands, ging jedoch 1931 durch die Weltwirtschaftskrise in Konkurs. 1896 zog das Garnisonsregiment aus der Stadt ab. 1899 wurde die Gendarmerieschule gegründet. In der alten Kaserne wurde 1871 eine technische Universität gegründet, die bis 1907 bestand.
Während der Novemberpogrome 1938 wurde die Synagoge in der Bismarckstraße niedergebrannt. Die ehemalige Synagoge in der Baustraße blieb erhalten, da sie als privates Wohnhaus diente.
Im April 1945 wurde das südliche Niedersachsen Kriegsschauplatz. In Einbeck standen 600 Mann Volkssturm zur Verteidigung der Stadt bereit, die aber über zu wenig Gewehre und Munition verfügten. Der Befehlshaber des Wehrkreises XI in Hannover, General Walter Lichel, ernannte den Generalleutnant Walter Behschnitt zum Kampfkommandanten von Einbeck. Nachdem die Amerikaner am 6. und 7. April über Elze nach Hildesheim vorgerückt waren, wurde Beschnitt dem Generalkommando des VI. Armeekorps unter General Franz Mattenklott unterstellt. Dieser befahl Behschnitt, dem nur sein Stab, ein SS-Lazarett und der schlecht bewaffnete Volkssturm zur Verfügung standen, Einbeck bis zum letzten Mann zu halten. Am 8. April beschossen die Amerikaner Einbeck mit Artillerie. Der spätere Stadtdirektor (und damalige Unteroffizier) Keim und der Hauptfeldwebel Lüttge begaben sich eigenmächtig und ohne Befehl auf einem Leichtmotorrad als Parlamentäre zu den amerikanischen Linien nach Stroit. Sie erreichten dort beim deutsch-jüdischen Captain Ernest Kaufmann die Einstellung des Beschusses und kehrten mit dem Auftrag nach Einbeck zurück, den Kommandeur zur Aufgabe zu bewegen. Generalleutnant Walter Behschnitt, selbst nicht mehr verteidungswillig, begab sich daraufhin direkt in amerikanische Gefangenschaft und ließ den Widerstand einstellen. Bei den Kämpfen um Einbeck fielen am 8. April fünf und am 9. April 14 Verteidiger.
Im Jahr 1946 verdoppelte sich Einbecks Einwohnerzahl durch Vertriebene aus den deutschen Ostgebieten, vor allem aus Schlesien, die in Stadt und Kreis Einbeck eine neue Heimat fanden. Dieses hatte eine städtebauliche Erweiterung zur Folge, wobei die Wohnungsbauten vorwiegend in östlicher Richtung und anschließend Gewerbebauten vorwiegend in südlicher Richtung errichtet wurden. Es siedelten sich mehrere bedeutende Unternehmen an, darunter die Firma KWS. 1971 wurden vier Dörfer eingemeindet. Die Auflösung des Landkreises Einbeck erfolgte im Jahr 1974 sowie die Eingemeindung weiterer 27 Orte aus den ehemaligen Landkreisen Einbeck, Gandersheim und Northeim. Einbeck ist Mittelzentrum und Selbstständige Stadt. 2005 zerstörte ein Großbrand in der Altstadt ein historisches Fachwerkhaus und beschädigte fünf weitere. Sieben Jahre später wurden zwei weitere der denkmalgeschützten Bauten vernichtet. 2013 wurde ein Teil des westlichen Gewerbegebietes durch einen Einkaufspark ersetzt.

### Eingemeindungen und Ortsheimatpflege
Am 1. Februar 1971 wurden die Gemeinden Holtensen, Hullersen, Immensen und Odagsen eingegliedert. Am 1. März 1974 kamen Andershausen, Avendshausen, Bartshausen, Brunsen, Buensen, Dassensen, Dörrigsen, Drüber, Edemissen, Hallensen, Holtershausen, Iber, Kohnsen, Kuventhal, Naensen, Negenborn, Rengershausen, Rotenkirchen, Salzderhelden (Flecken), Strodthagen, Stroit, Sülbeck, Vardeilsen, Vogelbeck, Voldagsen, Volksen und Wenzen hinzu.
Ebenfalls am 1. März 1974 wurden die Gemeinden Ahlshausen-Sievershausen, Bentierode, Beulshausen, Billerbeck, Bruchhof, Erzhausen, Garlebsen, Greene (Flecken), Haieshausen, Ippensen, Olxheim, Opperhausen, Orxhausen und Rittierode in die Gemeinde Kreiensen eingegliedert. Sie gehören somit heute zur Stadt Einbeck.
Am 19. Oktober 2011 beschloss der Rat der Stadt die Vereinigung mit der Nachbargemeinde Kreiensen zum 1. Januar 2013. Am 1. Januar 2013 trat das Gesetz über die Vereinigung der Gemeinde Kreiensen und der Stadt Einbeck in Kraft. Damit ist Einbeck Rechtsnachfolger der Gemeinde Kreiensen und nach der Gebietsreform von 1974 abermals erheblich gewachsen.
Für die jeweiligen Ortschaften werden seit 1985 Ortsheimatpfleger bestellt, die sich um den Erhalt und die Pflege der Ortsgeschichte und Traditionen bemühen. Sie sind Ansprechpartner für historische Belange und Gegebenheiten in den jeweiligen Ortschaften. Beauftragter für die Ortsheimatpflege der Stadt Einbeck ist Marco Strohmeier.

### Name

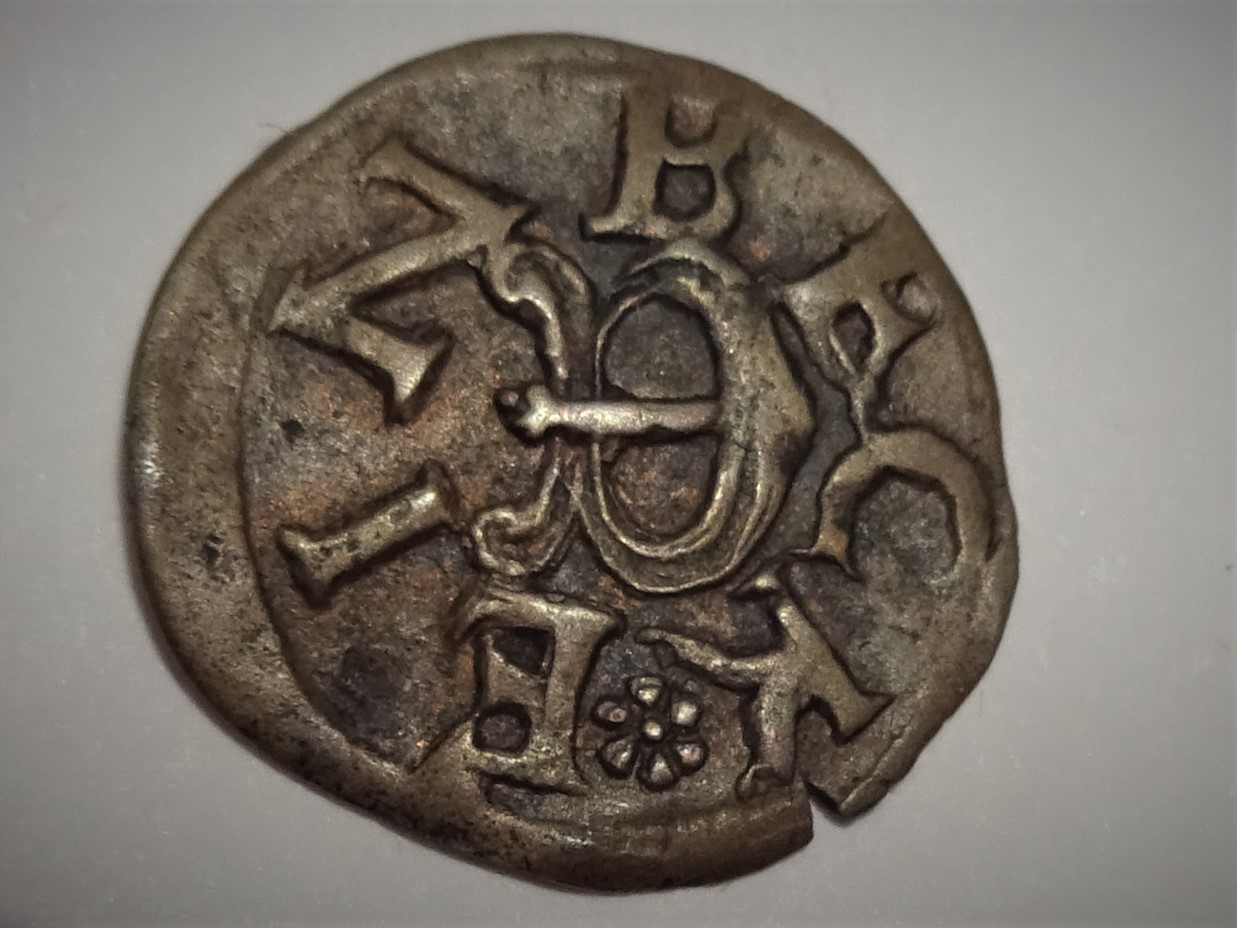
Stadtpfennig aus Einbeck aus dem 17. Jahrhundert

Alte Bezeichnungen des Ortes sind 1103–1106 Enbiche, 1105 Enbike, 1134 Eguuardo preposito de Enbeka, 1139 Einbeche und 1146–1154 prepositus de Embeke. Das Grundwort des Ortsnamens „-beke“ ist niederdeutsch und steht für Bach. Das Bestimmungswort „En-“ geht vermutlich auf die alte indogermanische Wurzel „ei-“, „oi-“, „i-“, also „gehen“ mit n-Ableitung in den Flussnamen zurück, wie sie auch in mehreren heute bekannten Flussnamen vorkommt. Der Ortsname findet sich als Umschrift auch auf einer Münze dieser Stadt, in der zwischen 1498 und 1717 eine Münzstätte bestand.

### Einwohnerentwicklung
| Jahr           | Einwohner  | Bemerkungen                                                    |
| -------------- | ---------- | -------------------------------------------------------------- |
| Ende 14. Jh.   | 3000–4000  |                                                                |
| Anfang 16. Jh. | 6000–7000  |                                                                |
| 1890           | 07.676     | 332 Katholiken, 151 Juden                                      |
| 1910           | 0* 9.431 * |                                                                |
| 1925           | 0* 9.683 * |                                                                |
| 1933           | 10.089     | 9053 Evangelische, 699 Katholiken, 8 sonst. Christen, 58 Juden |
| 1939           | * 10.046 * | 8813 Evangelische, 759 Katholiken, 12 sonst. Christen, 9 Juden |
| 1950           | 17.759     |                                                                |
| 1961           | * 18.602 * |                                                                |
| 1971           | * 19.095 * |                                                                |
| 1977           | 29.432     | 1971 und 1974 fanden umfangreiche Eingemeindungen statt.       |
| 1980           | 28.900     |                                                                |
| 1987           | * 29.378 * |                                                                |
| 1990           | 29.905     |                                                                |
| 2000           | 29.355     |                                                                |
| 2010           | 27.164     |                                                                |
| 2020           | 30.449     | 2013 wurde die ehemalige Gemeinde Kreiensen eingemeindet.      |

(Ergebnisse aus einer Volkszählung sind mit einem * gekennzeichnet)

## Politik

### Rat
Der Rat der Stadt Einbeck besteht aus 38 Ratsmitgliedern. Dies ist die festgelegte Anzahl für eine Gemeinde mit einer Einwohnerzahl zwischen 30.001 und 40.000 Einwohnern. Die Ratsmitglieder werden durch eine Kommunalwahl für jeweils fünf Jahre gewählt. Neben den 38 in der Gemeinderatswahl gewählten Mitgliedern ist außerdem der Bürgermeister im Rat stimmberechtigt.

Bei der Kommunalwahl 2021 ergab sich folgendes Ergebnis und folgende Sitzverteilung:
| Partei                           | Sitze 2021 | Sitze 2016 | Sitze 2013 | Sitze 2011 | Sitze 2006 |
| -------------------------------- | ---------- | ---------- | ---------- | ---------- | ---------- |
| SPD                              | 14         | 19         | 19         | 14         | 16         |
| CDU                              | 10         | 13         | 14         | 09         | 14         |
| UWG-GfE                          | 0–         | 04         | 04         | 08         | 0–         |
| BL-UWG-Kreiensen                 | 0–         | 02         | 03         | 0–         | 0–         |
| BL Gemeinsam für Einbeck (BlGfE) | 04         | 0–         | 0–         | 0–         | 0–         |
| GRÜNE                            | 03         | 02         | 02         | 02         | 01         |
| FDP                              | 02         | 02         | 02         | 02         | 04         |
| AfD                              | 02         | 02         | 0–         | 0–         | 0–         |
| LINKE                            | 01         | 0–         | 0–         | 01         | 01         |
| Einzelbewerber Alexander Kloss   | *01*       | 0–         | 0–         | 0–         | 0–         |
| Gesamt                           | *37*       | 44         | 44         | 36         | 36         |

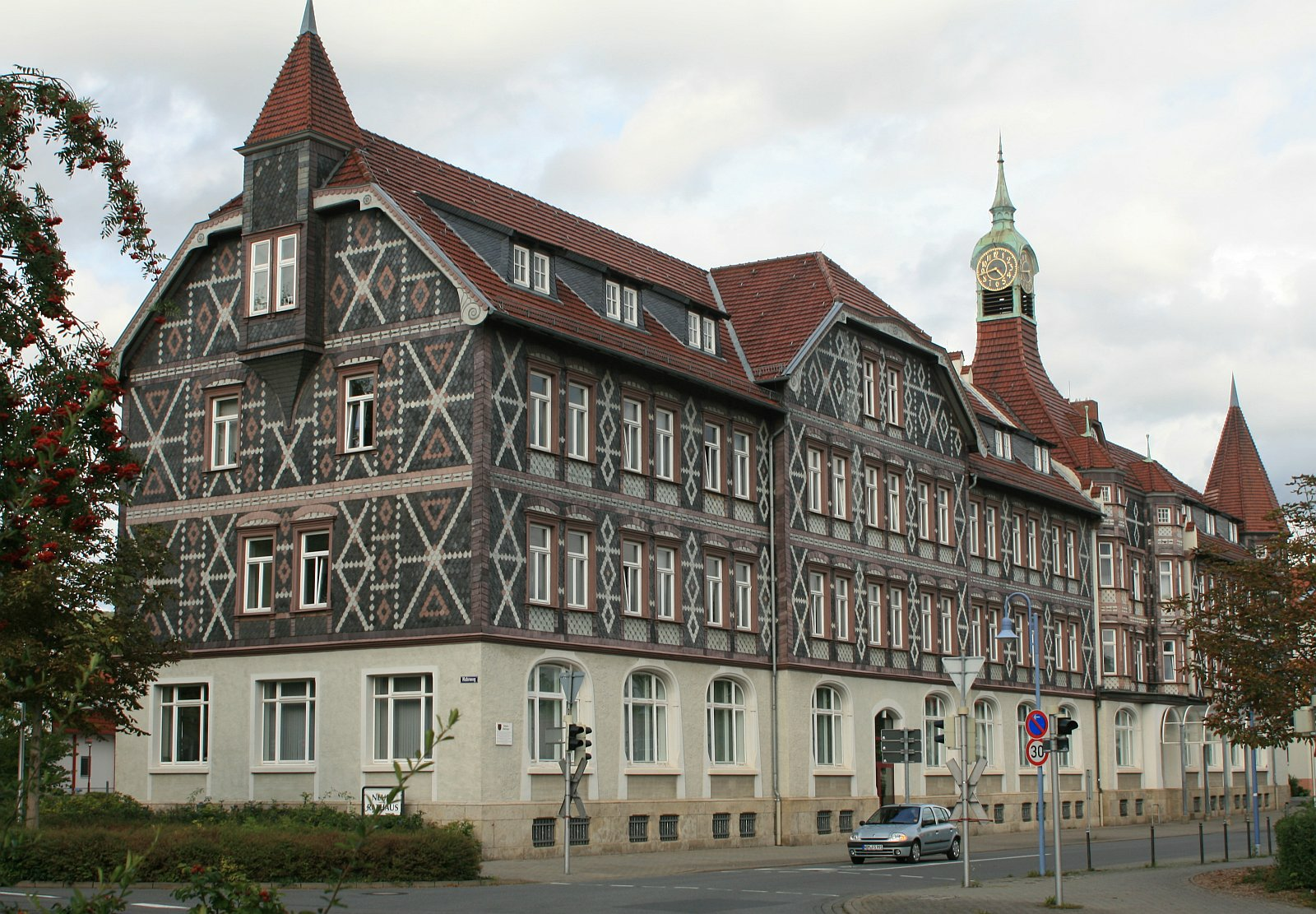
Neues Rathaus: seit 1996 Verwaltungszentrum der Stadt

* Eigentlich hätte der 2021 gewählte Rat 38 Sitze. Da der Einzelbewerber Alexander Kloss aber eine Stimmenanzahl für zwei Sitze erhalten hat, er als Einzelbewerber jedoch nur einen Sitz wahrnehmen kann, bleibt ein Sitz unbesetzt. Dem Rat gehören daher in der laufenden Wahlperiode nur 37 Personen an. Bei der Gewichtung der Ausschüsse wurden jedoch beide Sitze des Einzelbewerbers Alexander Kloss berücksichtigt.

### Stadtdirektoren
- 1948–1981 Heinrich Keim
- 1981–1992 Georg Lampe
- 1992–1997 Bernd Röll

### Bürgermeister ab 1998
Seit 1998 ist der Bürgermeisterposten hauptamtlich.
- seit 25. Januar 2013: Sabine Michalek (CDU)
- 1. November 2006 bis 24. Januar 2013: Ulrich Minkner (SPD)
- 1. Januar 1998 bis 31. Oktober 2006: Martin Wehner (SPD)

### Bürgermeister bis 1997
1946 bis 1997 war der Bürgermeisterposten ehrenamtlich.

### Städtepartnerschaften
- Thiais (Département Val-de-Marne), Frankreich, seit 1962; der Oberkreisdirektor des Landkreises Einbeck, Walter Schaefer, wurde wegen seiner Verdienste um die deutsch-französischen Beziehungen Ehrenbürger von Thiais
- Artern, Deutschland seit 1990
- Paczków (dt. Patschkau), Polen seit 1992
- Keene, Vereinigte Staaten seit 2002

### Wappen
| Wappen von Einbeck | Blasonierung: „In Rot eine silberne Burg mit zwei Zinnentürmen auf der Zinnenmauer, zwischen ihnen auf einem Sockel stehend ein linkshin gewendeter goldener Löwe; im offenen Kleeblattbogen ein silberner Wellenbalken.“ |
| Wappen von Einbeck | Wappenbegründung: Der Löwe stammt von den Welfen, die Wellen gehen auf das Krumme Wasser zurück, während die Türme und Mauer den Stadtcharakter Einbecks hervorheben. In früheren Siegeln seit 1558 war der Löwe nach Rechts gewendet. Den Wasserdurchlass hielt man seit dem 17. Jahrhundert für ein Tor, später wurde eine Krone hinzugefügt. Im früheren Oberwappen war ein Helm mit golden-roten Decken sowie ein gekröntes E als Initiale des Stadtnamens enthalten. |

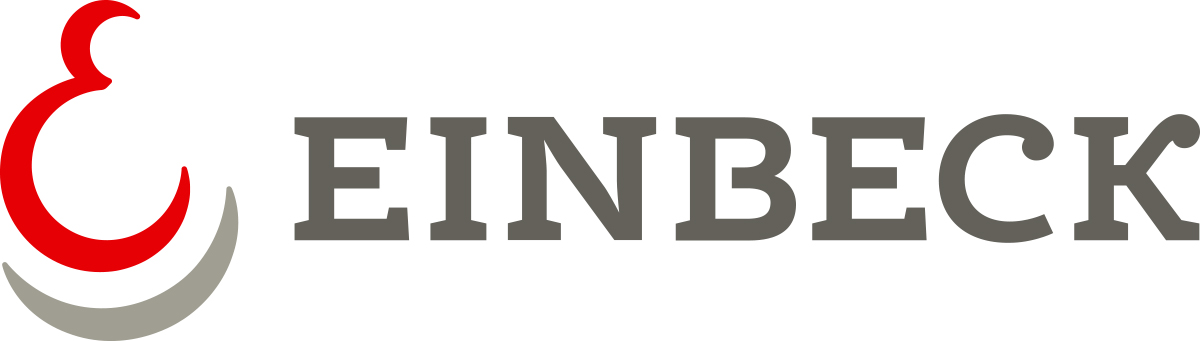
Logo der Stadt Einbeck

Neben dem Wappen verwendet die Stadt auch ein Logo, das 2020 erneuert wurde.

### Flagge
Die Farben der Stadtflagge sind Gelb und Rot.

## Wirtschaft und Infrastruktur

### Verkehr

#### Bus und Bahn

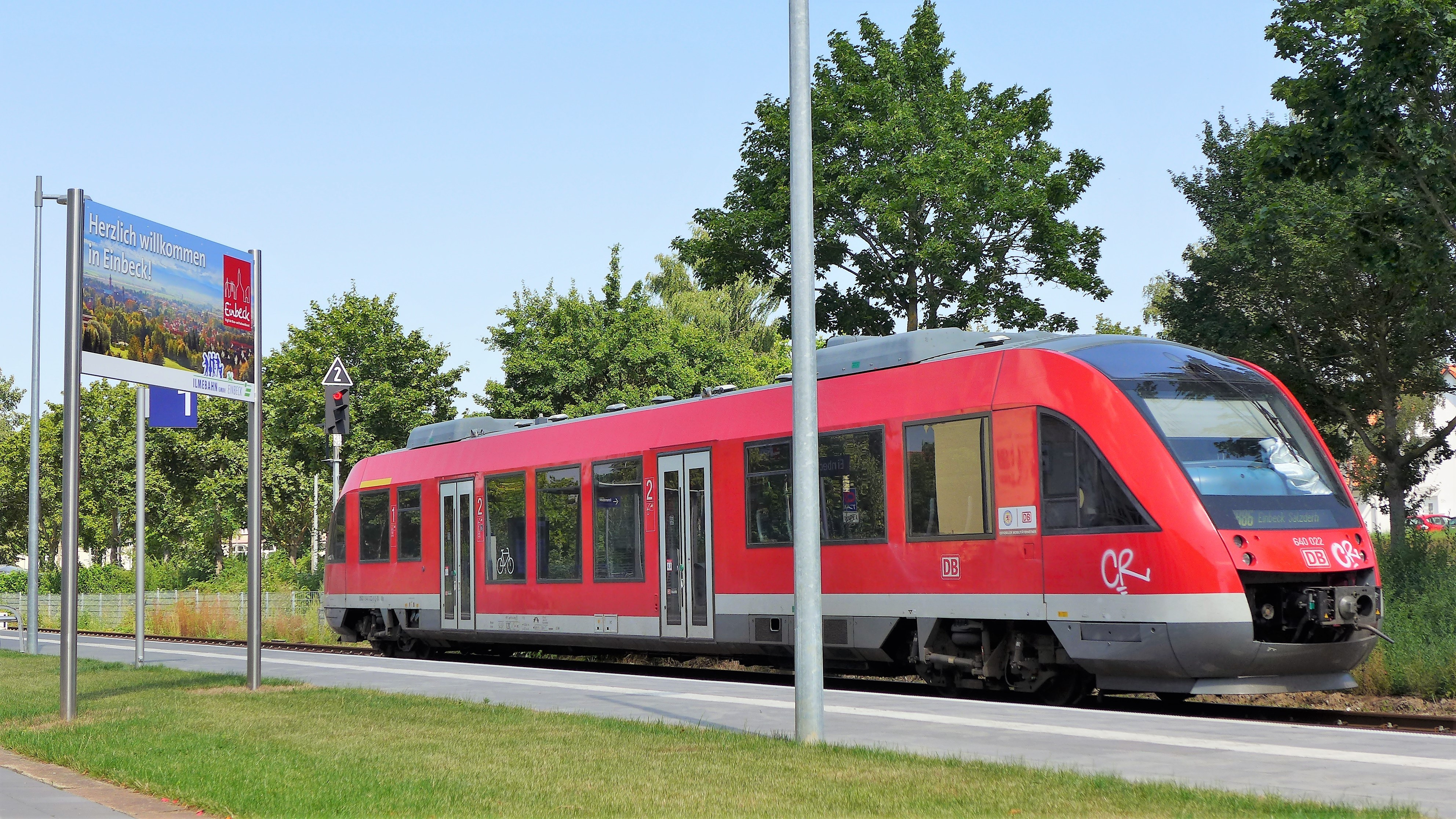
Zug in Einbeck Mitte

Etwa fünf Kilometer vom Stadtzentrum entfernt, im Flecken Salzderhelden, liegt an der Hauptstrecke Hannover – Göttingen der Bahnhof Einbeck-Salzderhelden. Der innenstadtnah gelegene Bahnhof Einbeck Mitte wurde zwischen 1984 und 2018 nicht regulär mit Reisezügen bedient, sondern nur gelegentlich mit Sonderzügen und diente dem Güterverkehr. Bis 2002 bestand die Trasse noch nach Dassel und wurde danach sukzessive bis Juliusmühle zurückgebaut. Noch im gleichen Jahr ging die Strecke Einbeck-Salzderhelden – Einbeck Mitte von der DB auf die Ilmebahn GmbH über. Mit dem Fahrplanwechsel im Dezember 2018 erfolgte die Wiedereinrichtung des SPNV von Einbeck Mitte nach Einbeck-Salzderhelden bzw. Göttingen. Im Laufe des Jahres 2019 wurde im Osten der Stadt der Haltepunkt Einbeck Otto-Hahn-Straße errichtet, welcher seit Dezember 2019 bedient wird. Darüber hinaus wurde am 1. November 2022 der Haltepunkt Einbeck BBS/PS-Speicher in Betrieb genommen und die Strecke der RB 86 somit bis zur Fichtestraße verlängert.
Wichtigster Bahnhof im Stadtgebiet ist der Bahnhof Kreiensen, an dem die Bahnstrecken Hannover – Göttingen, Braunschweig – Seesen – Kreiensen und Langeland – Kreiensen zusammentreffen; der ehemalige Bahnhof in Naensen an letztgenannter Strecke wird aber nicht mehr bedient.
Die Anbindung der umliegenden Orte an die Stadt sowie der innerstädtische Verkehr in Einbeck werden mit Bussen durchgeführt. Die wichtigsten Betreiber sind die Ilmebahn GmbH und die RBB (Regionalbus Braunschweig GmbH). Sämtliche Buslinien im Raum Einbeck gehören zum Verkehrsverbund Süd-Niedersachsen (VSN).

#### Straße
Einbeck liegt an der Bundesstraße 3, die die Stadt mit der Landeshauptstadt Hannover und der Stadt Göttingen verbindet, sowie an der Bundesstraße 64, welche die Region mit dem Landkreis Holzminden und ferner mit Paderborn verbindet. Die beiden Bundesstraßen kreuzen sich in der Nähe von Brunsen im Norden des Stadtgebiets und verbinden Einbeck mit den Anschlussstellen Seesen/Harz und Northeim-Nord der A7. Die näher gelegene der beiden Anschlussstellen ist Northeim-Nord, welche sich 13 km vom Ortsmittelpunkt entfernt befindet.

### Medien
In Einbeck erscheint die Einbecker Morgenpost mit Lokalteil für die Städte Einbeck und Dassel und die Dörfer im ehemaligen Landkreis Einbeck. Einbeck ist auch Sitz des Anzeigenblattes Die Eule, das in der Region rund um Einbeck erscheint.

### Ansässige Unternehmen

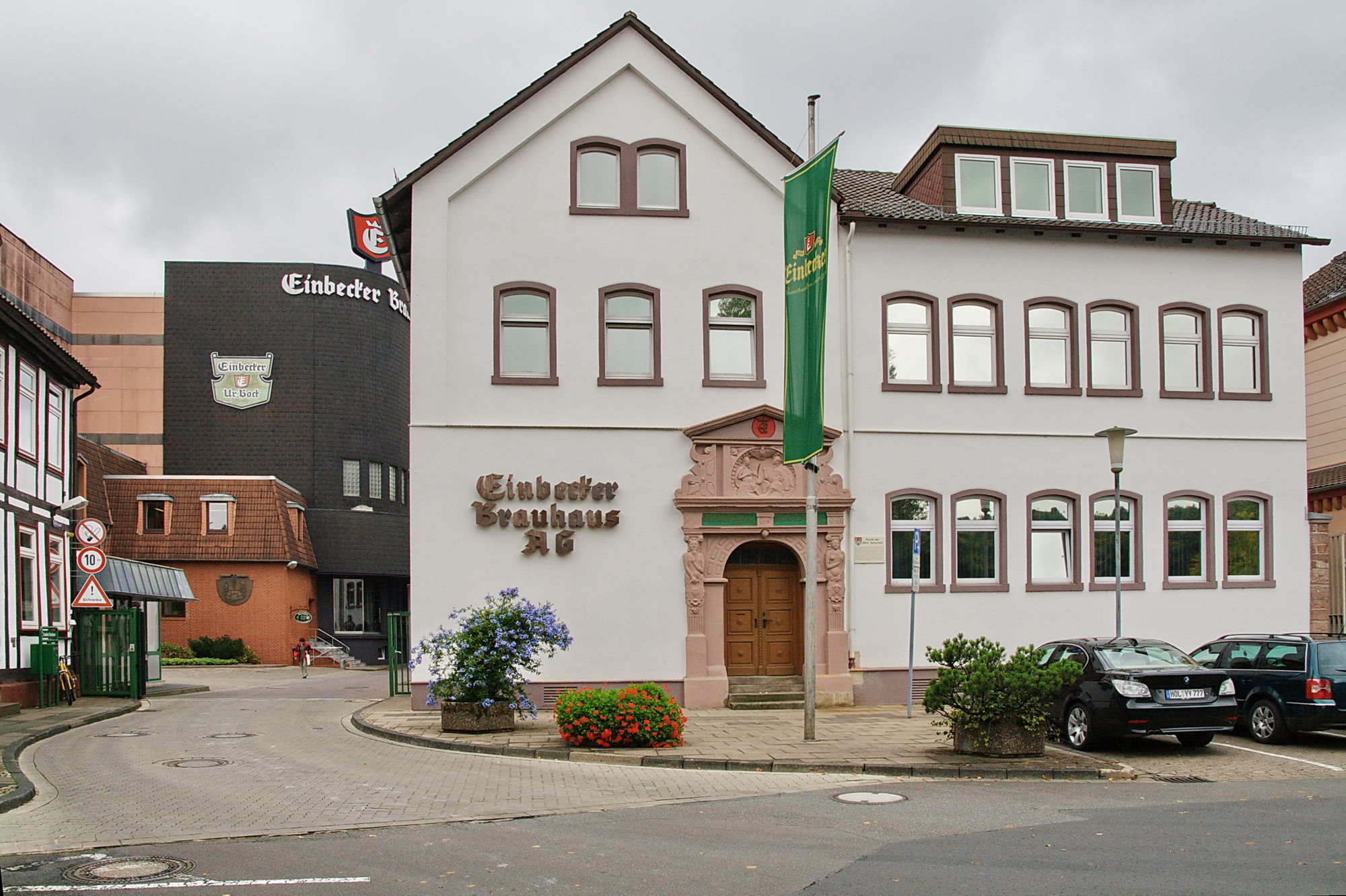
Einbecker Brauhaus AG

Bekannt ist Einbeck auch für das Einbecker Bier. Gebraut wird in Einbeck schon seit 1378. Heute symbolisiert die Einbecker Brauhaus AG weit über die Region hinaus die über 600-jährige Tradition der Einbecker Bierbrauer.
Der Einbecker Blaudruck, ein 1638 gegründeter Familienbetrieb, ist der älteste Handwerksbetrieb Europas, der Textilien in dem traditionellen Verfahren des Blaudrucks farbig gestaltet.
Die KWS Saat SE & Co. KGaA (vormals: Kleinwanzlebener Saatzucht) züchtet seit 150 Jahren Saatgut für landwirtschaftliche Nutzpflanzen und gehört heute mit über 40 Tochtergesellschaften weltweit zu den führenden Unternehmen in der Pflanzenzüchtung. In der Stadt beschäftigt das Unternehmen rund 1.500 Mitarbeiter.
Das international tätige Unternehmen Kurt König ist seit 75 Jahren als Komplettanbieter für Baugeräte und Baumaschinen mit dem Hauptsitz in Einbeck vertreten.
In Einbeck ansässig sind mit der Kayser Automotive Systems und der Dura Automotive Systems zwei Unternehmen der Automobilzulieferindustrie sowie der Kettenhersteller Arnold und Stolzenberg (Teil der Renold-Gruppe) und die E. Oppermann Mechanische Gurt- und Bandweberei. Die Burgsmüller GmbH, ein Tochterunternehmen der Krauss-Maffei Group, hat 2020 ein neues Werk in Einbeck errichtet.
Ein weiterer Wirtschaftsfaktor ist der Tourismus.

### Bildungseinrichtungen

#### Grundschulen
| - Geschwister-Scholl-Schule Einbeck, Ganztagsschule - Pestalozzischule Einbeck - Grundschule am Teichenweg (Teichenwegschule) - Grundschule Salzderhelden/Vogelbeck - Leinetalschulen Drüber | - Grundschule „Auf dem Berge“ in Wenzen - Grundschule Kreiensen - Grundschule Greene |

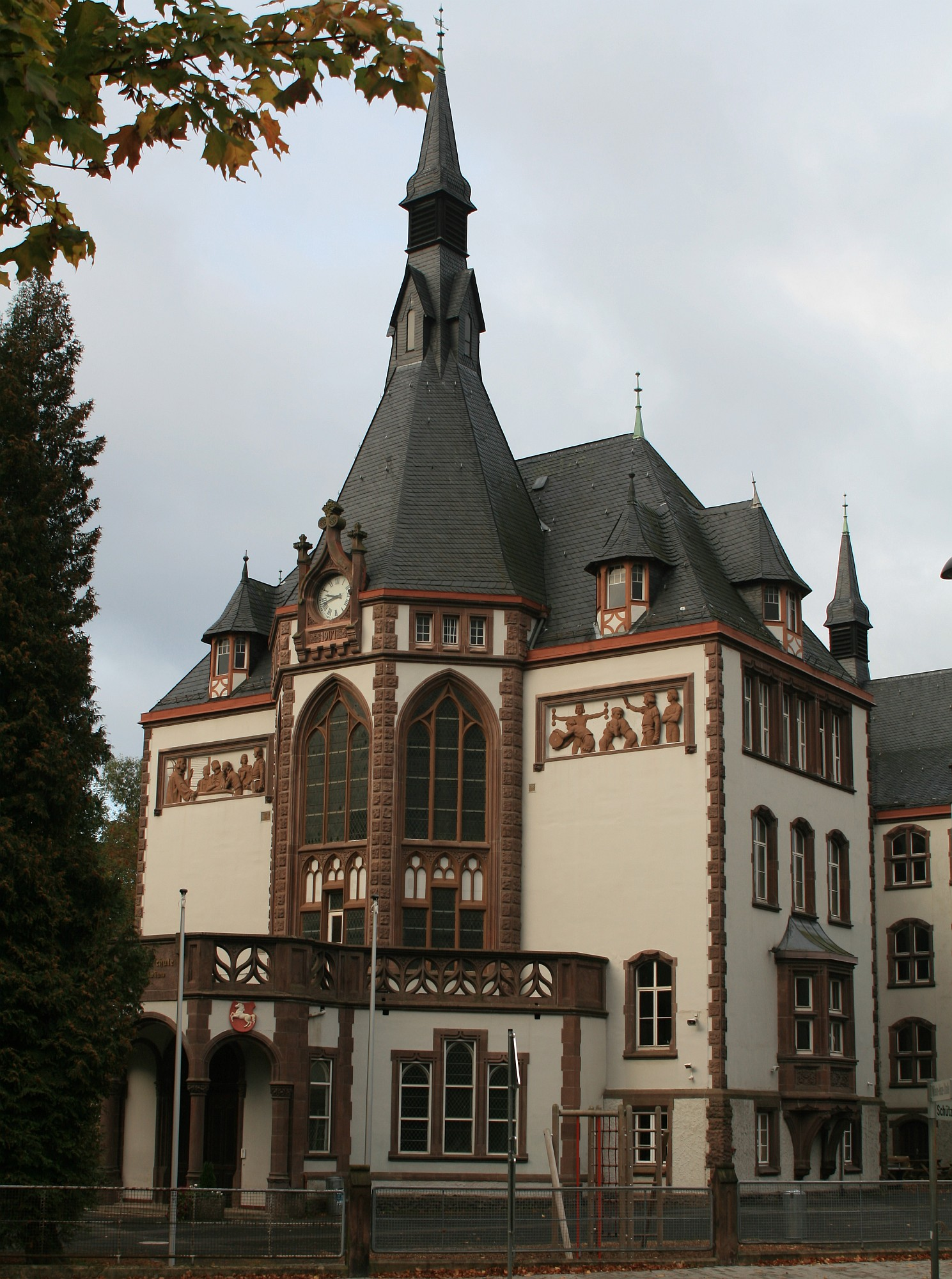
Gymnasium Goetheschule

#### Weiterführende Schulen
- Integrierte Gesamt-Schule (IGS)
- Gymnasium Goetheschule mit Ganztagszweig
- Löns-Realschule in Einbeck
- Haupt- und Realschule Kreiensen in Greene

#### Berufsschule
- Berufsbildende Schulen Einbeck
- Krankenpflegeschule
- Gendarmerieschule (ab 1899, 1920 umbenannt in Landjägerschule, 1929 aufgelöst)[31]

### Sport
- RSV Einbeck
- SVG Einbeck
- ESV Einbeck
- Einbecker Schützengilde

## Kultur und Sehenswürdigkeiten

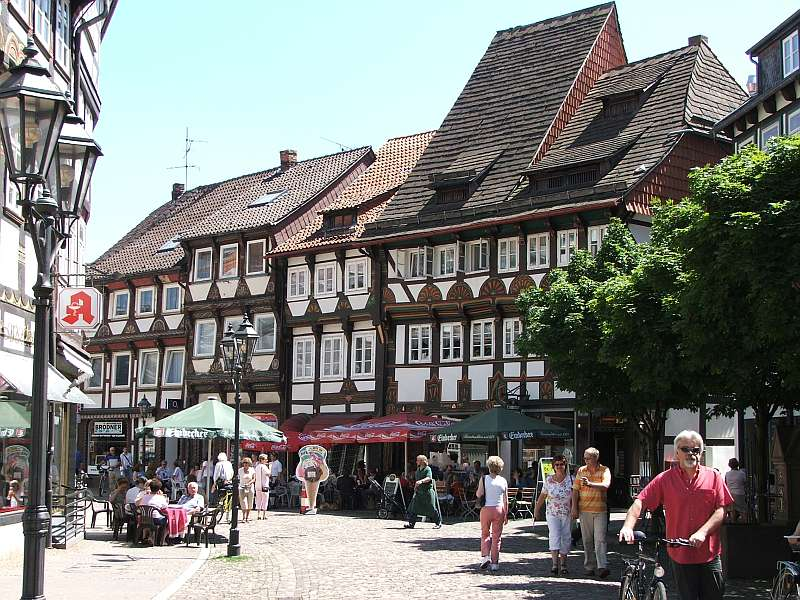
Historischer Stadtkern

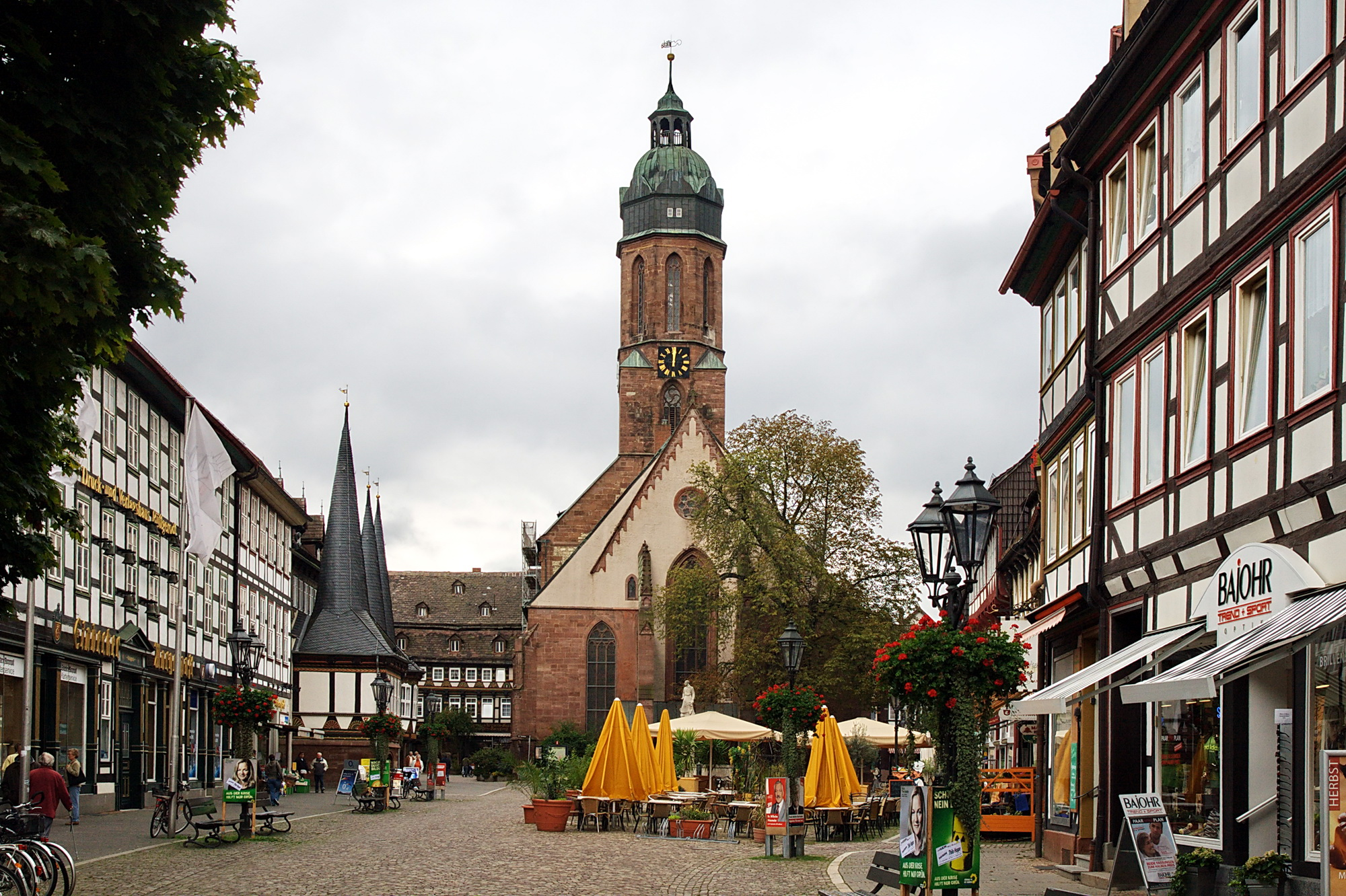
Marktplatz mit Marktkirche St. Jakobi

Der historische Stadtkern von Einbeck bietet ein nahezu vollständig erhaltenes Bild einer spätmittelalterlichen Fachwerkstadt. Die 1990 ins Leben gerufene Deutsche Fachwerkstraße führt konsequenterweise auch durch Einbeck.
Nach dem verheerenden Stadtbrand von Einbeck im Jahr 1540 wurde die Stadt in den Folgejahren in einem einheitlichen Baustil neu aufgebaut, wobei die Lage der Gebäude über den einige hundert Jahre älteren Gewölbekellern erhalten blieb. Als schönstes Ensemble gilt die Nordseite der Tiedexer Straße. Hier sind insbesondere auch die hohen Toreinfahrten erhalten, durch die Wagen der Brauerei passieren konnten. Mehr als die Hälfte aller Gebäude hatten das Braurecht.

### Plätze und Fachwerkbauten
- Der Marktplatz, die Keimzelle der Stadt, mit dem
  - Alten Rathaus aus dem 16. Jahrhundert mit seinen drei spitzen Türmen ist Wahrzeichen Einbecks.
  - Brodhaus von 1552 ist Sitz der Einbecker Bäckerinnung. Das Vorgängergebäude an diesem Standort soll bereits 1333 erwähnt worden sein.
  - Ratsapotheke, ein Fachwerkgebäude aus dem Jahr 1590.
- Das Eickesche Haus mit seiner reichen figürlichen Renaissance-Fachwerkschnitzerei ist als „Baudenkmal von besonderer nationaler und kultureller Bedeutung“ klassifiziert.
- Die Tiedexer Straße, ein geschlossener Straßenzug mit denkmalgeschützten Fachwerkhäusern aus der Mitte des 16. Jahrhunderts
- Das Neue Rathaus wurde 1868 als preußische Kaserne errichtet, fand ab 1907 eine neue Nutzung als das Versandhaus des August Stukenbrok und dient seit 1996 als Verwaltungszentrum der Stadt Einbeck.
- Die Alte Synagoge Einbeck zum Gedenken an jüdisches Leben in Einbeck

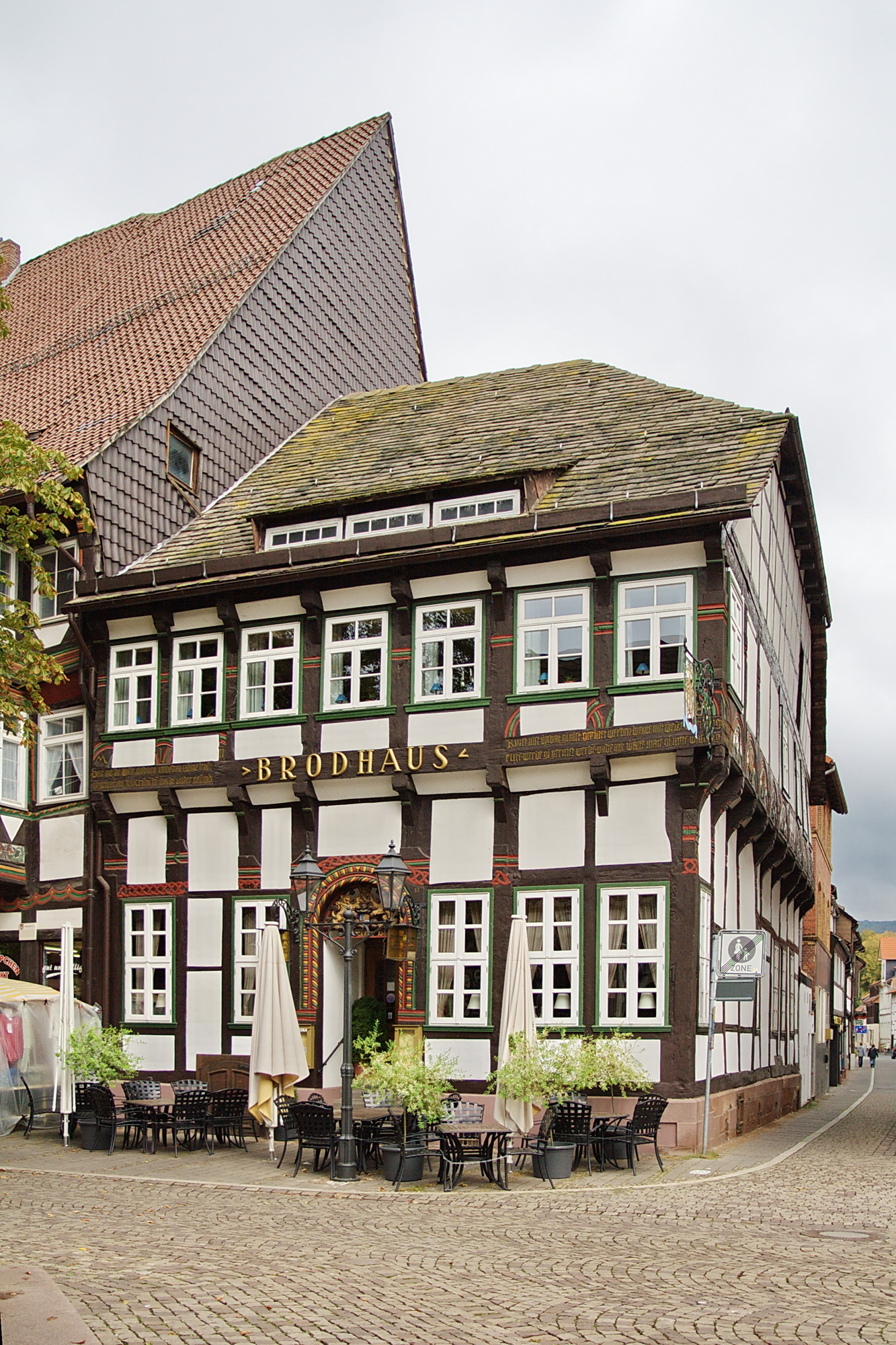
Brodhaus
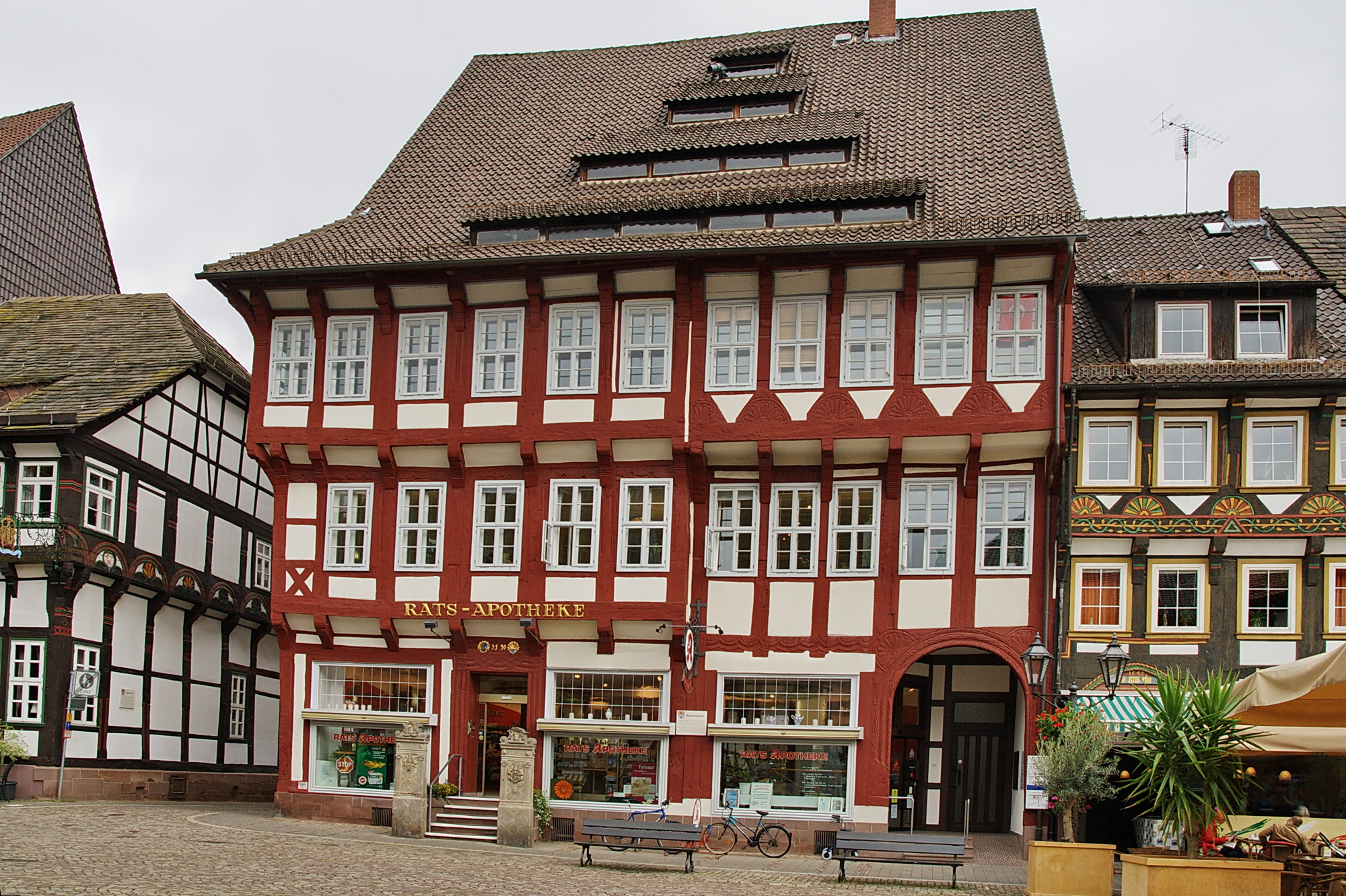
Ratsapotheke
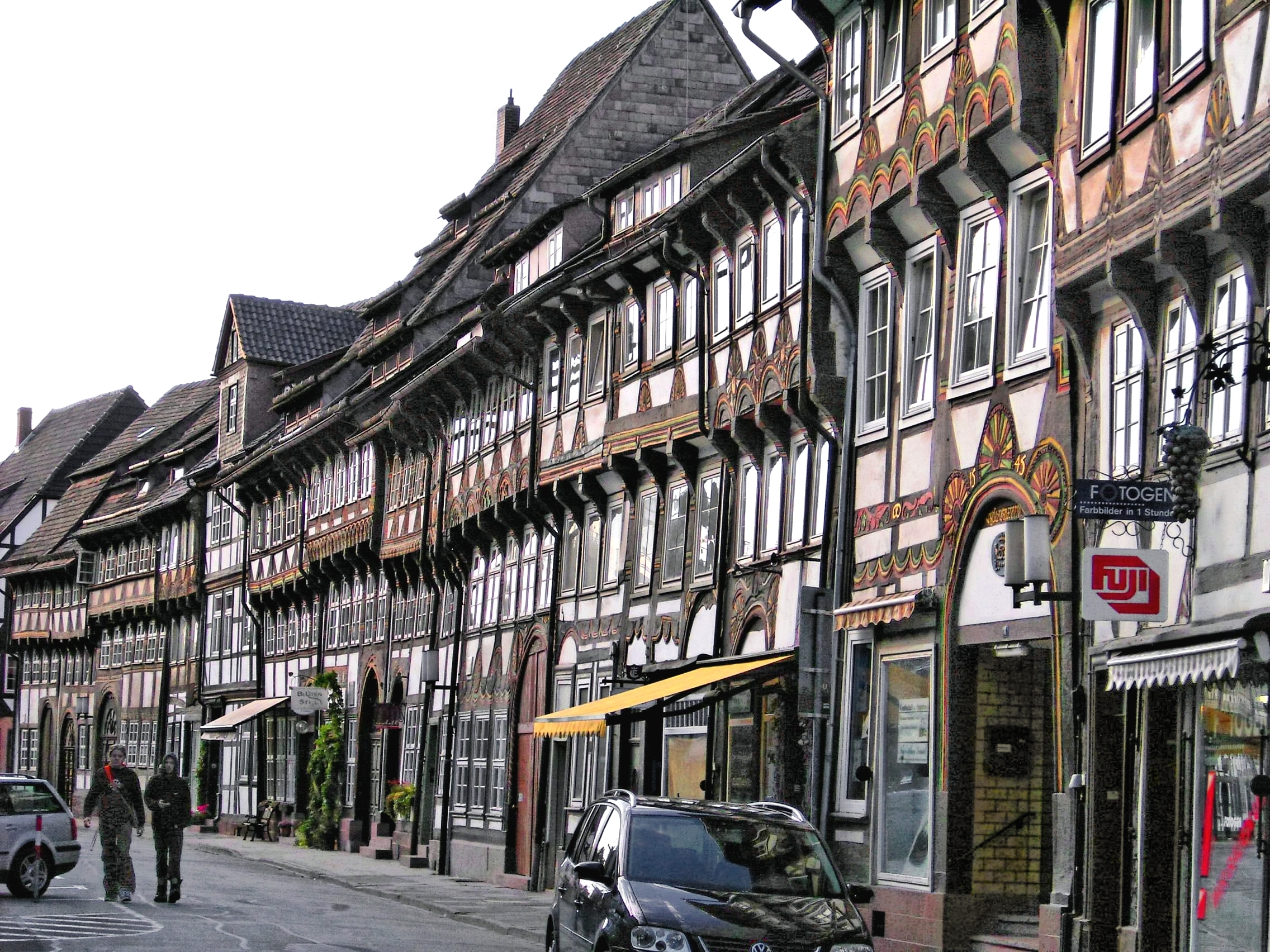
Häuserzeile Tiedexer Straße
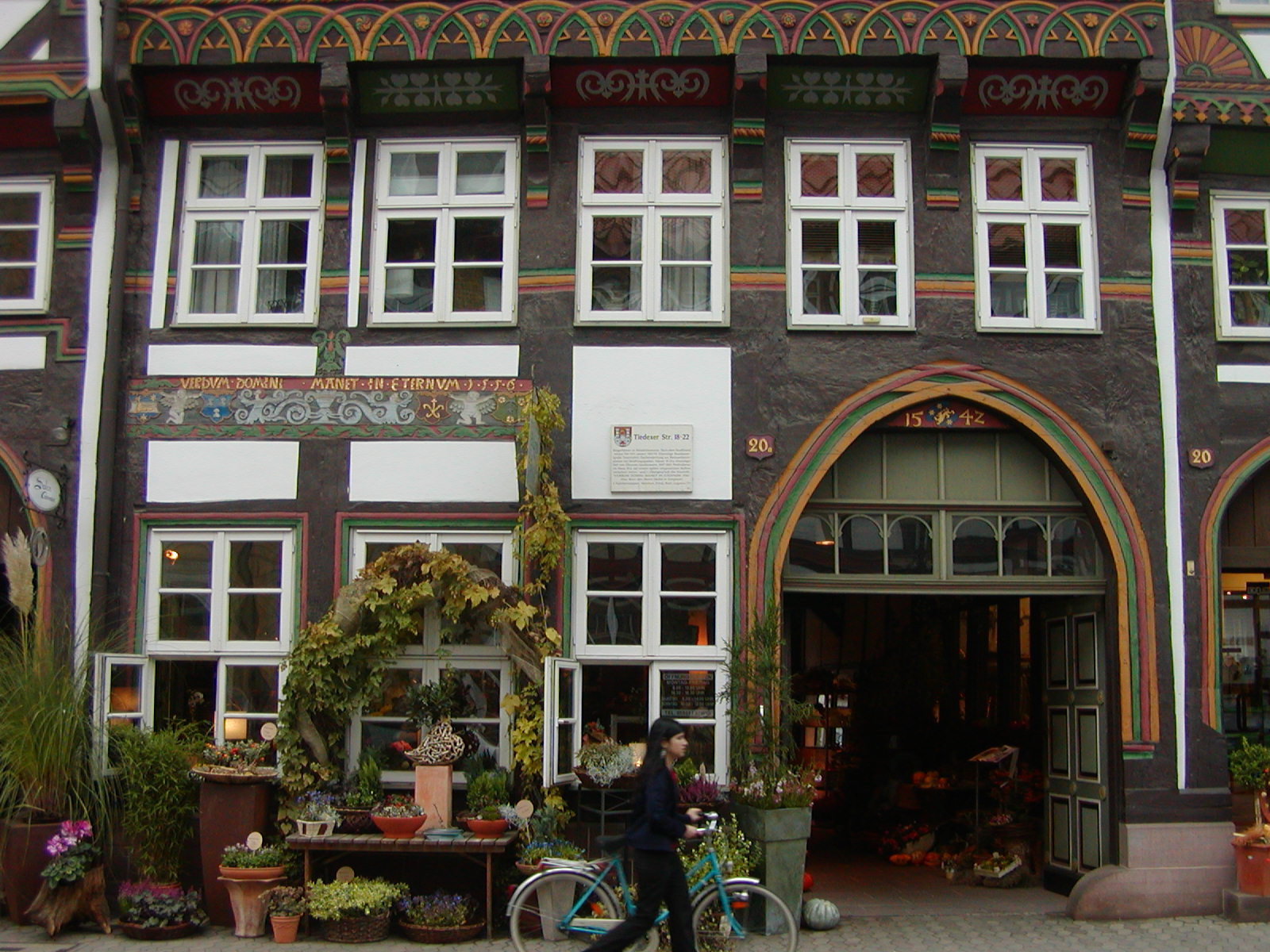
Die Schnitzereien der Fachwerkhäuser wurden erst im 20. Jh. bunt bemalt
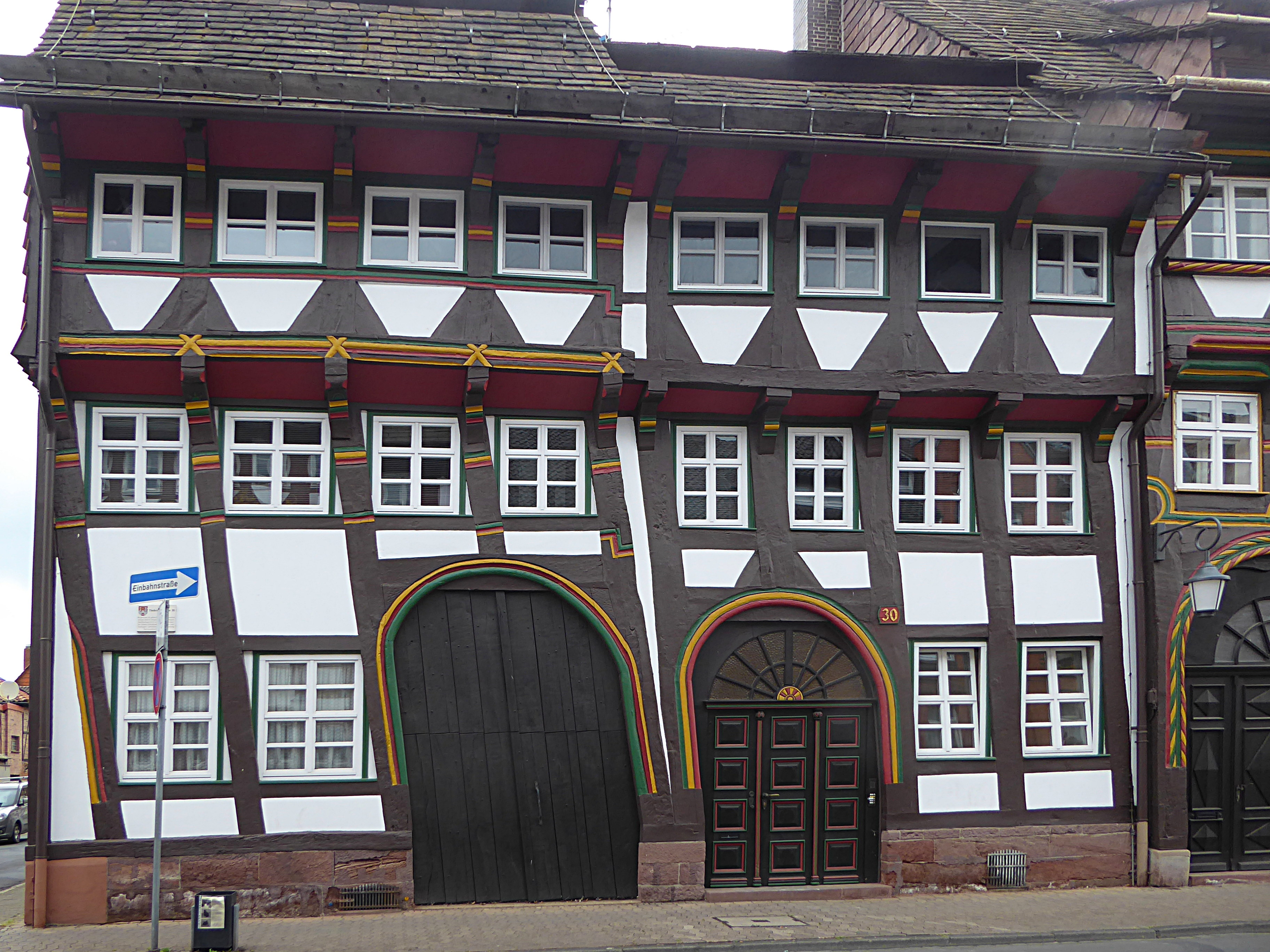
Schiefes Haus in der Tiedexer Straße

### Kirchen
- Marktkirche Sankt Jacobi (evangelisch-lutherisch), prägt den Einbecker Marktplatz mit ihrem 65 Meter hohen, schiefen Turm und hat einen romanischen Taufstein, das älteste Stück der Stadt
- Münsterkirche Sankt Alexandri (ev.-luth.), eine der größten gotischen Hallenkirchen Norddeutschlands
- Die Kirche St. Marien wird auch Neustädter Kirche genannt und vom ev.-luth. Kirchenkreis Leine-Solling sowie von der Jugendkirche Marie genutzt. Der Bau wurde 1968 eingeweiht und 2013 mit einer neuartigen Lichtinstallation ausgestattet. Bei ihrem Vorgängerbau handelte es sich um die Neustädter Kirche Sankt Marien, die 1840–1846 durch den hannoverschen Stadtbaumeister August Heinrich Andreae wiederhergestellt[32] und 1963 abgebrochen wurde.
- Katholische Pfarrkirche St. Josef (1895 geweiht)
- Kapelle St. Spiritus, mittelalterliches Bauwerk, heute genutzt von der regionalen Gemeinde der griechisch-orthodoxen Metropolie
- Kirche der ev. freikirchlichen Gemeinde (Baptisten) in der Baustraße 17
- Die Neuapostolische Kirche, 1986 erbaut, wurde 2014 geschlossen.[33]

### Theater
- Wilhelm-Bendow-Theater, betrieben vom Kulturring Einbeck

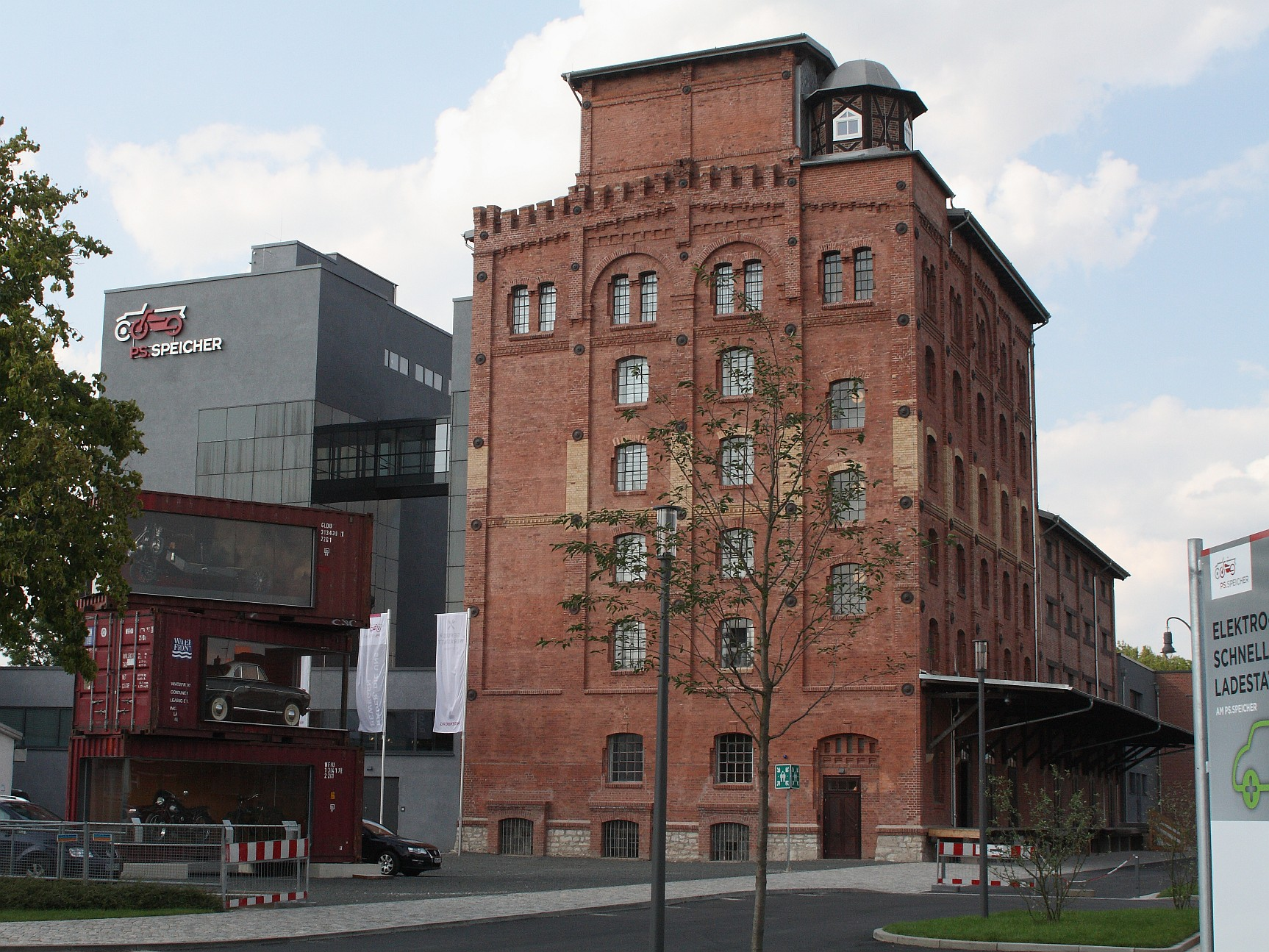
PS-Speicher

### Museen
- PS-Speicher: Im ehemaligen Kornhaus in Einbeck entstand eine Dauerausstellung zur Geschichte der Mobilität. Das Museum wurde im Juli 2014 eröffnet.[34][35]
- Kunsthaus
- Stadtmuseum Einbeck, Auf dem Steinwege 11/13, mit dem neugestalteten „RadHaus“ (Fahrradmuseum) und Biermuseum

### Parks

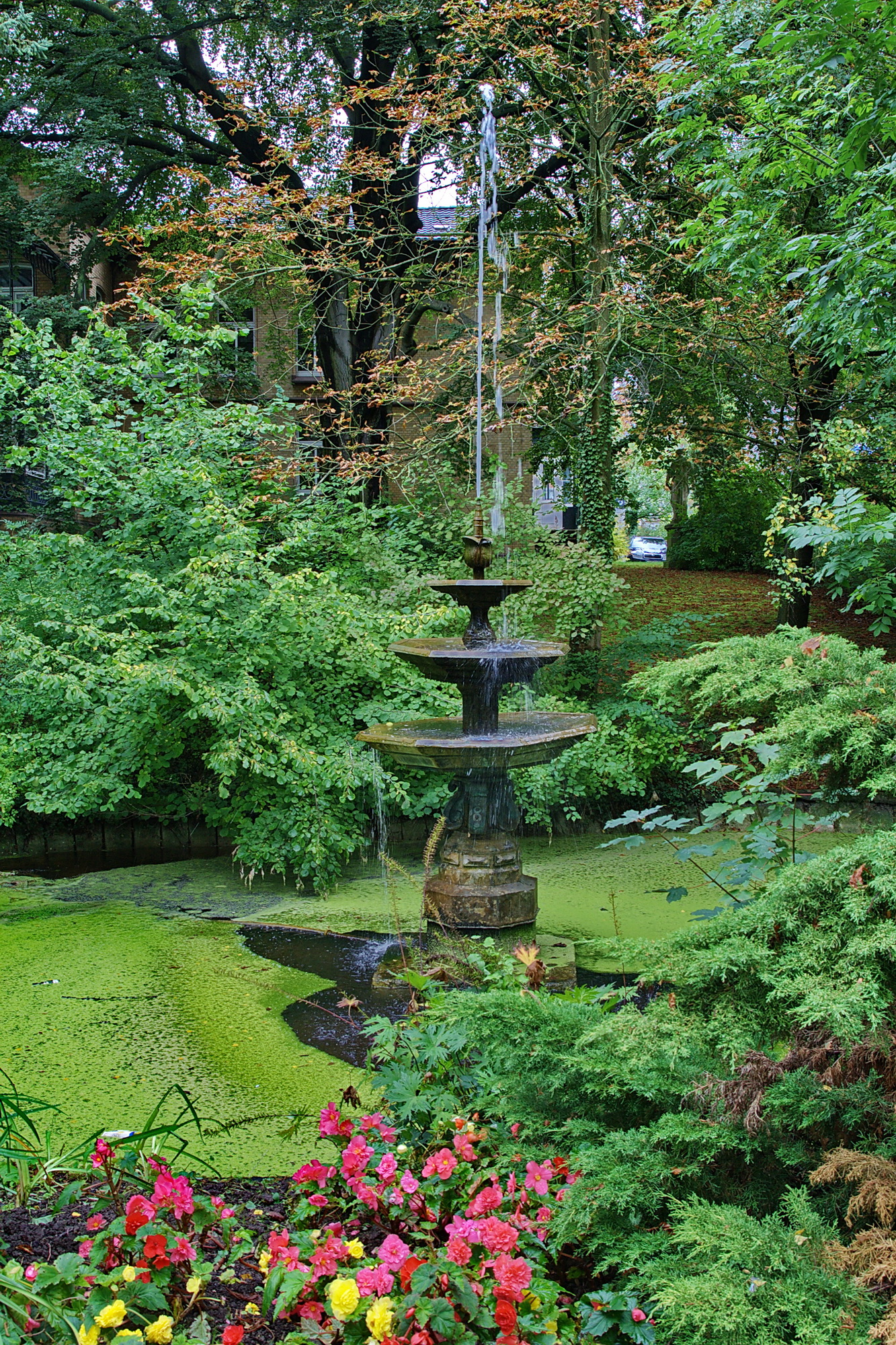
Grüner Brunnen im Stiftsgarten

- Der Stiftsgarten liegt nördlich der Altstadt. Er war früher eine Gartenanlage, die vom Stift Alexandri genutzt wurde. In diesem Park befindet sich auch der Garten der Generationen. Im östlichen Bereich des Stiftsgartens steht die Stukenbrokvilla, in der sich heute die Mendelssohn Musikschule befindet.
- Der Stukenbrokpark liegt nordöstlich der Altstadt zwischen Stadtbibliothek und Busbahnhof.
- Die historischen Wallanlagen sind am besten erhalten westlich der Altstadt mit Stadtmauer am Bäckerwall, Krähengraben und Mühlenwall mit Teich
- Der Offiziersgarten liegt im Süden der Altstadt am Diekturm.

### Naturdenkmäler
- Eiche am Klapperturm mit einem Brusthöhenumfang von 8,70 m (2014).[36]

### Denkmäler
- Das moderne Stukenbrok-Denkmal (ca. 1985) erinnert an Versandhändler August Stukenbrok. Es wurde von Otto Almstadt erschaffen. Es befindet sich im östlichen Bereich des Stiftsgartens, der zeitweise zu seinem Besitz gehörte, gegenüber dem Brunnen des kleinen Parkteiches.
- Denkmal im Brunnen am Marktplatz, für Till Eulenspiegel, der vorübergehend in Einbeck lebte
- von Conrad Wilhelm Hase entworfenes Kriegerdenkmal zum Deutsch-Französischen Krieg
- Anlässlich einer Aktion haben Einbecker Bürger gegen die hohe Arbeitslosenzahl im September 1998 in der Altstadt neben der Marktkirche den Stein des Anstoßes errichten lassen. Eine Informationstafel vor dem Stein in den Boden eingelassen, berichtet, dass er bis zur Halbierung der Arbeitslosigkeit an dieser Stelle verbleiben soll. Die Zahl der Menschen ohne Arbeit betrug zur Zeit der Aufstellung in der Stadt Einbeck 2341 Personen. Der Stein wurde im Oktober 2007 wieder entfernt.
- Zu den technischen Denkmälern zählt der Gasometer, die Stroiter Mühle, die Saline Salzderhelden und die Saline Sülbeck.

### Sonstige Bauten in Ortsteilen
- Sehenswert ist das Bahnhofsgebäude im Einbecker Ortsteil Kreiensen. Es wurde 1886–1889 im wilhelminischen Stil erbaut und zeugt bis heute von Kreiensens vergangener Bedeutung als Eisenbahnknotenpunkt. Der Kreiensener Heimatverein widmet dem Bahn- und Postbetrieb Ausstellungen im Bürgerhaus und im Bahnhofsgebäude selbst, zuletzt im September 2016 zum 150. Geburtstag des Empfangsgebäudes.

### Einbeck im Film
Im Jahr 1958 wurde in Einbeck der Schwarz-Weiß-Spielfilm Vater, Mutter und neun Kinder mit Heinz Erhardt gedreht, bei dem unter anderem der Marktplatz und die Tiedexer Straße sowie Autos mit dem Kfz-Kennzeichen des damaligen Landkreises Einbeck (EIN) zu sehen sind. Erhardt spielt in dem Film den fiktiven Einbecker Bäckermeister Friedrich Schiller, der sein Geschäft für die Dreharbeiten im Haus der Rats-Apotheke bezog.

### Regelmäßige Veranstaltungen

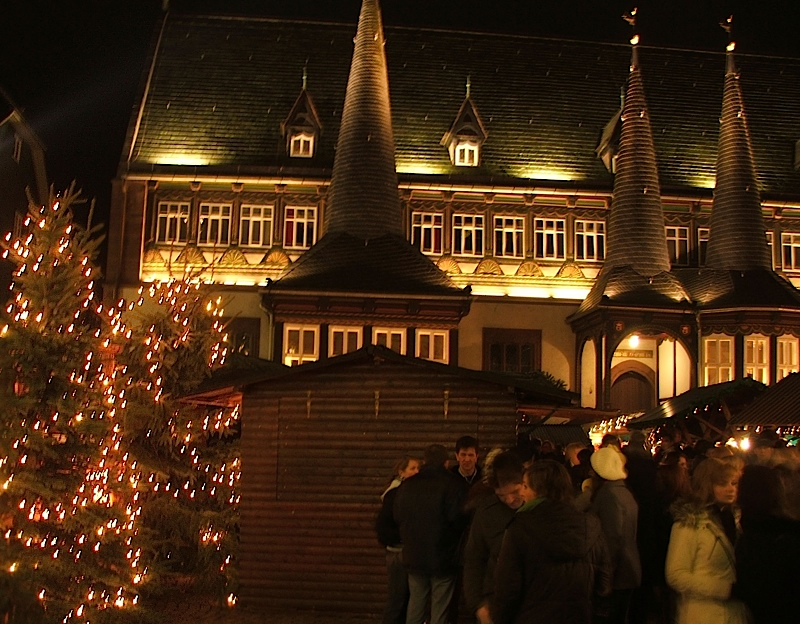
Weihnachtsmarkt vor dem Alten Rathaus

- April: Einbecker Brauhaus Hof-Fest mit Bockbieranstich
- Mai: Einbecker Bierstadtlauf (Volkslauf)
- August: Street Art Meile (Streetartfestival)
- September: Kneipen-Music-Night
- Oktober: Eulenfest
- November/Dezember: Weihnachtsmarkt
- Dezember: Silvesterlauf auf der Hube

## Persönlichkeiten

### Söhne und Töchter der Stadt
- Dietrich Engelhus (1362–1434), Chronist
- Heinrich Wendt (1605–1683), Chronist
- Justus Georg Schottelius (1612–1676), Dichter und Sprachgelehrter
- Heinrich Herbst der Ältere (um 1620–1687), in Salzderhelden geborener Begründer einer Orgelbauerfamilie
- Justus Sieber (1628–1695), evangelischer Theologe, Philologe, Psalmdichter und Lyriker
- Johann Friedrich Nolte (1694–1754), Schulleiter in Schöningen und Philologe
- Andreas Wilhelm Hagemann (1696–1773), Theologe
- Henry Melchior Mühlenberg (1711–1787), Theologe
- Johann Friedrich Wiese (1761–1824), hannoverscher Verwaltungsjurist
- Jacob Ludwig Römer (1770–1855), Lehrer und Schriftsteller, herzoglicher Rat in Braunschweig
- Friedrich Gottlieb Crome (1776–1850), Theologe
- Georg Ernst Wilhelm Crome (1781–1813), Agrarökonom
- Johann Gottlieb Ferdinand Ronnenberg (vor 1791–nach 1812), Buchhändler und Schriftsteller
- Georg Heinrich Schuster (1799–1890), Architekt
- August Bahr (1801–1855), Jurist, Bürgermeister von Harburg
- Moritz Meyerstein (1808–1882), Universitätsmechanikus der Georg-August-Universität Göttingen
- Conrad Wilhelm Hase (1818–1902), Architekt und Denkmalpfleger, Ehrenbürger
- Georg Meyer (1834–1905), Eisenbahningenieur und Hochschullehrer
- Ernst Jahns (1835–1919), Reichstagsabgeordneter
- Karl Heinrich Rosenbusch (1836–1914), Geologe
- Bernhard Meyersfeld (1841–1920), Bankier
- Friedrich Boden (1844–1920), Unternehmer und Brauereibesitzer
- Wilhelm Henze (1845–1918), Schriftsteller
- Karl Mohrmann (1857–1927), Architekt und Konsistorialbaumeister
- Emil Friede (1857–1947), Architekt
- Erich Rabbethge (1870–1934), Unternehmer
- Johann Gottlieb Cordes (1870–1955), lutherischer Geistlicher und Sozialpfarrer
- Otto Rabbethge (1874–1935), Zuckerfabrikbesitzer
- Bruno Crome (1877–1933), germanistischer Mediävist und Museumsdirektor
- Erich Eckels (1880–1918), Jurist, Bürgermeister in Bramsche
- Oskar Rabbethge (1880–1965), Zuckerindustrieller
- Friedrich Uhde (1880–1966), Ingenieur und Unternehmer
- Wilhelm Heinrich Rohmeyer (1882–1936), Künstler
- Wilhelm Bendow (1884–1950), Schauspieler
- Franz Jürgens (1895–1945), Kommandant der Schutzpolizei
- Carl August Bodenstein (1900–1973), Chemiker, Fabrikdirektor und Kommunalpolitiker
- Konrad Meyer (1901–1973), Agrarwissenschaftler, SS-Oberführer
- Gertrud Pätsch (1910–1994), Linguistin, Ethnologin (DDR)
- Franz Cestnik (1921–2011), Kunstmaler
- Wilhelm Dörge (1922–2017), Politiker (CDU); Stadtrat und ehrenamtlicher Bürgermeister der Stadt
- Friedrich Wille (1925–2015), niederdeutscher Autor, im eingemeindeten Brunsen geboren
- Emil Reinecke (1933–2011), Radrennfahrer
- Christian Riechers (1936–1993), Politologe, Hochschullehrer
- Hans-Dieter Klingemann (* 1937), Politikwissenschaftler und Soziologe
- Eric Froelich (1937-2023), bürgerlich Udo Fröhlich, Profi-Wrestler
- Henning Haeupler (* 1939), Botaniker
- Detlef Creydt (* 1943), Gymnasiallehrer und Heimatforscher
- Andreas Büchting (* 1946), Agrarwissenschaftler und Unternehmer
- Christa Elsner-Solar (* 1946), Politikerin (SPD), Mitglied des Landtags von Niedersachsen
- Helmut Donat (* 1947), Verleger und Publizist
- Christine Wittrock (* 1948), Historikerin
- Hans-Werner Wehling (* 1949), Geograph
- Christine Müller (* 1951), Politikerin (CDU), Mitglied des rheinland-pfälzischen Landtags
- Horst Müller (* 1952), Manager, Journalist und Hochschullehrer
- Werner Schreer (* 1957), katholischer Priester, Generalvikar des Bistums Hildesheim
- Lou Richter (* 1960), Moderator, Komödiant, Autor und Musiker
- Ira Spieker (* 1961), Kulturanthropologin, Ethnologin und Hochschullehrerin
- Jockel Finck (1962–2006), Fotojournalist und Pressefotograf
- Wurst-Achim, bürgerlich Joachim Pfaff (1963-2023), Marktschreier
- Christoph Jünke (* 1964), marxistischer Historiker
- Ralf Piorr (* 1966), Historiker und Autor
- Wiebke Kirleis (* 1970), Archäobotanikerin
- Yvonne Stöckemann-Paare (* 1973), Schriftstellerin
- Carolin Pohl (* 1978), Schauspielerin
- Dennie Klose (* 1979), Fernsehmoderator

### Mit Einbeck verbunden
- Ernst Sonnemann (1630–1670), ev. Pastor in Einbeck und Kirchenlieddichter
- Johann Melchior Hinüber (1672–1752), Jurist
- Ernest Eberhard Braun (vor 1700 – nach 1757), schuf 1728 den ältesten – datierten – Stadtplan Einbecks[37]
- Andreas Schweimb († 1701), Orgelbaumeister
- Johann Friedrich Unger (1714–1781), Bürgermeister von Einbeck und Erfinder
- Elias Meyer (1718–1798), Gründer der neuzeitlichen jüdischen Gemeinde in Einbeck
- Friedrich August Crome (1757–1825), Stiftsprediger zu St. Alexandri und Stadtsuperintendent
- Friedrich Karl von Strombeck (1771–1848), Rechtsgelehrter
- Friedrich Sertürner (1783–1841), Pharmazeut, als Apotheker in Einbeck
- Georg Schambach (1811–1879), Germanist, Volkskundler und Gymnasialdirektor in Einbeck
- Hermann Findel (1843–1922), Senator und Reichstagsabgeordneter
- Georg Knorr (1859–1911), Einbecker Student
- August Stukenbrok (1867–1930), ab 1888 in Einbeck ansässig, Begründer des zweiten Versandhandels in Deutschland
- Wilhelm Messerschmidt (1887–1971), Bürgermeister
- August Wenzel (1912–2000), Fußballfunktionär
- Carl-Ernst Büchting (1915–2010), Vorstandsvorsitzender KWS SAAT AG
- Rolf Hinz, (1916–1994), Insektenforscher
- Renate-Charlotte Rabbethge (1930–2021), Politikerin (CDU) und Europaabgeordnete
- Gerd Siemoneit-Barum (1931–2021), Direktor des Zirkus Barum
- Karl-Heinz Rehkopf (* 1936), deutscher Unternehmer, Stifter des Motorrad- und Automobil-Museums PS-Speicher in Einbeck
- Andreas Heege (* 1957), Stadtarchäologe
- Rebecca Siemoneit-Barum (* 1977), Schauspielerin und Zirkusakrobatin
- Gintaras Januševičius (* 1985), Pianist und Musikdirektor